# 스페인의 관광

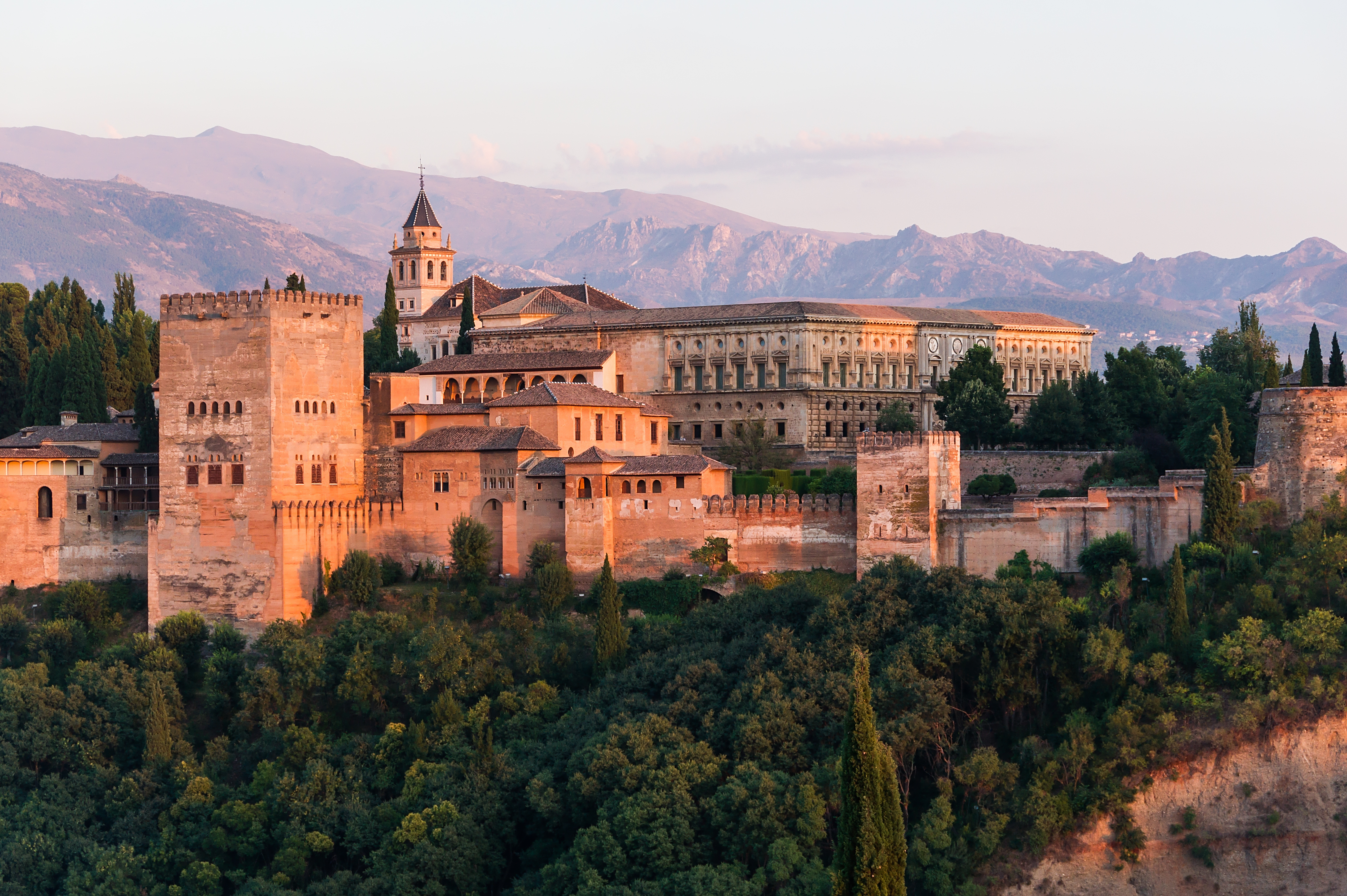
그라나다에 있는 알함브라 궁전

스페인의 관광(영어: tourism in Spain)은 산업, 비지니스/은행 부문 다음으로 국가 경제의 3번째로 큰 기여를 하며, 스페인 GDP의 약 13%를 차지하고 있다. 프란시스코 프랑코의 통치 말년에 개발되기 시작했으며, 서유럽, 북유럽 국가들의 여름 휴가지로 각광받으면서 인프라 확충이 시작됐다. 1960년대와 1970년대 이후로, 스페인은 여름 휴가 시즌의 가장 인기있는 관광지였다. 많은 나라들 가운데 특히 영국, 프랑스, 독일, 이탈리아, 베네룩스, 미국에서 많은 관광객이 방문한다. 이에 따라 스페인의 외국인 관광 산업은 세계에서 두 번째로 큰 규모로 성장했다.

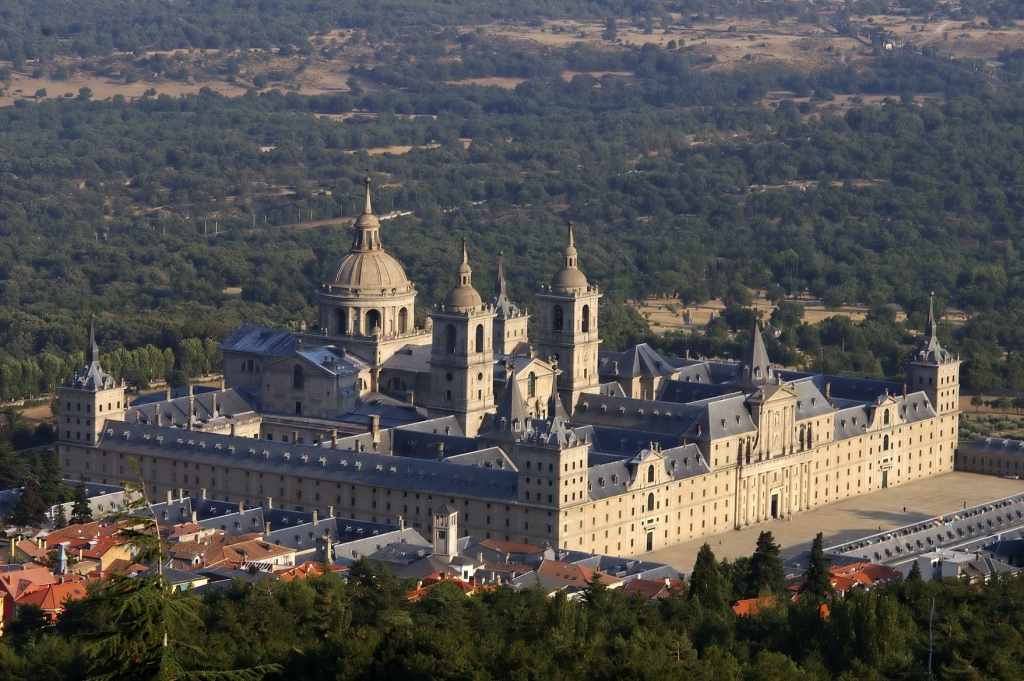
엘에스코리알은 마드리드에서 북서쪽으로 45km 떨어져 있으며, 1584년에 건설되었다.

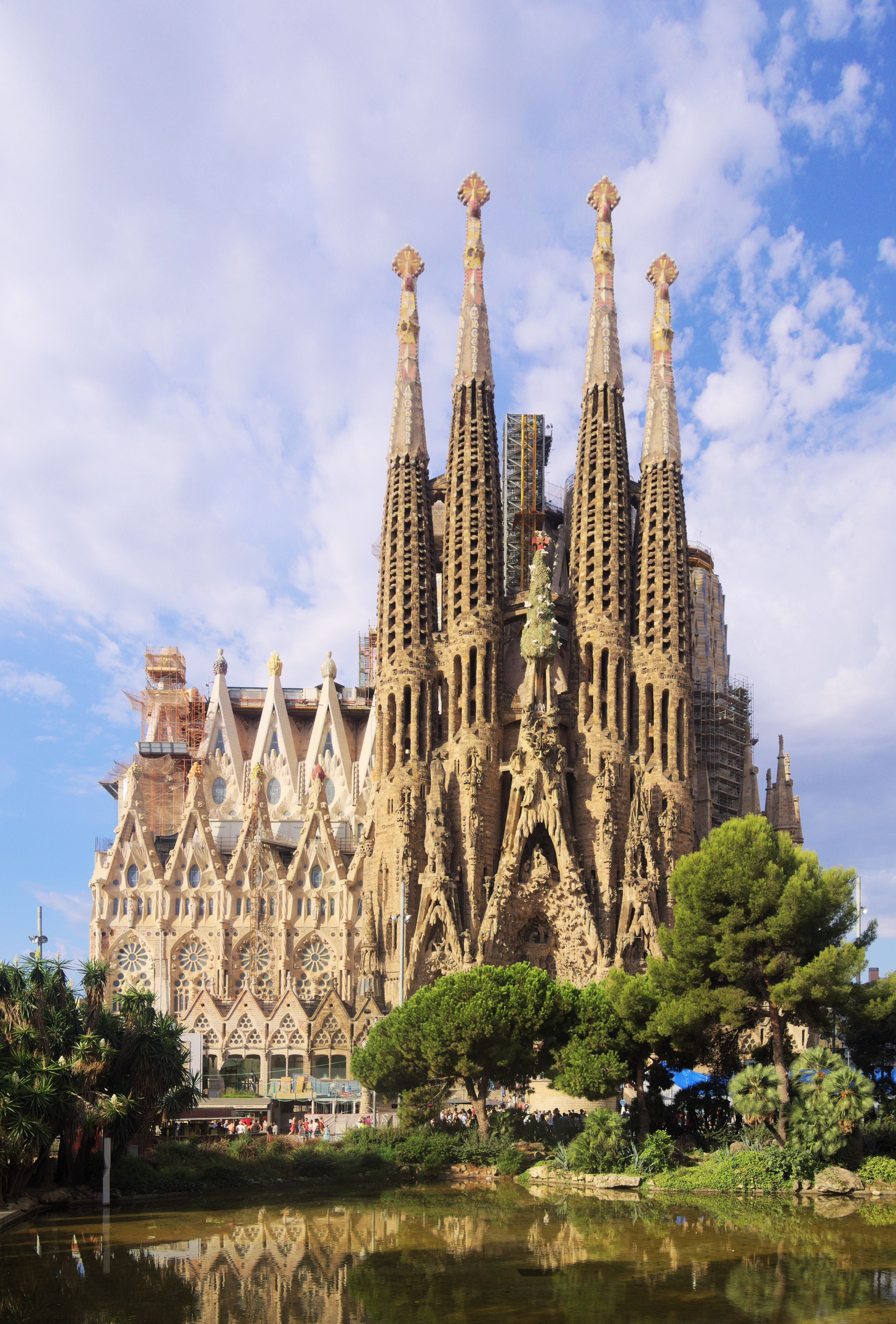
바르셀로나에 위치한 사그라다 파밀리아

2017년에 스페인은 세계에서 두 번째로 많은 관광객이 방문한 국가였으며, 8,200만명의 관광객을 기록해 5년 연속 기록적인 관광객 수를 남겼다.
스페인은 세계 경제 포럼이 2017년에 발행한 관광 경쟁력 지수에서 136개국 중 1위를 차지했으며, 2015년에도 이미 1위를 차지한 바가 있다.
세계 관광 기구는 마드리드에 본부를 두고 있다.
2005년 이코노미스트지에 따르면, 스페인은 세계에서 10번째로 높은 삶의 질을 누리고 있다.

## 국가별 방문자 수
단기적으로 스페인에 도착한 대부분의 방문객들은 다음과 같은 국가들에서 왔다.
| 순위 | 국가                | 2015년     | 2016년     | 2017년     |
| ---- | ------------------- | ---------- | ---------- | ---------- |
| 1    | 영국                | 15,790,998 | 17,840,292 | 18,779,466 |
| 2    | 독일                | 8,270,251  | 11,188,523 | 11,888,019 |
| 3    | 프랑스              | 9,190,102  | 11,258,450 | 11,250,278 |
| 4    | 이탈리아            | 3,167,105  | 3,993,289  | 4,223,895  |
| 5    | 네덜란드            | 2,364,709  | 3,371,811  | 3,355,031  |
| 6    | 미국                | 1,220,562  | 2,001,214  | 2,650,068  |
| 7    | 벨기에              | 1,876,153  | 2,309,535  | 2,475,208  |
| 8    | 포르투갈            | 1,463,638  | 1,994,266  | 2,129,000  |
| 9    | 스위스              | 1,392,746  | 1,728,569  | 2,062,411  |
| 10   | 아일랜드            | 자료없음   | 1,808,469  | 2,047,379  |
| 11   | 러시아              | 자료없음   | 1,007,709  | 1,145,848  |
| 12   | 아르헨티나          | 자료없음   | 557,035    | 747,467    |
| 13   | 중국                | 자료없음   | 374,295    | 513,725    |
| 14   | 캐나다              | 자료없음   | 407,096    | 489,307    |
| 15   | 브라질              | 자료없음   | 371,684    | 468,828    |
| 16   | 멕시코              | 자료없음   | 365,546    | 451,893    |
| 17   | 일본                | 자료없음   | 473,553    | 442,132    |
| 18   | 대한민국            | 자료없음   | 341,104    | 441,826    |
| 19   | 튀르키예            | 자료없음   | 297,625    | 289,365    |
| 20   | 이스라엘            | 자료없음   | 312,573    | 267,976    |
|      | 북유럽              | 자료없음   | 5,129,025  | 5,855,644  |
|      | 기타 유럽           | 자료없음   | 5,026,246  | 5,523,246  |
|      | 총 외국인 방문객 수 | 68,200,000 | 75,563,198 | 81,786,364 |

## 교통

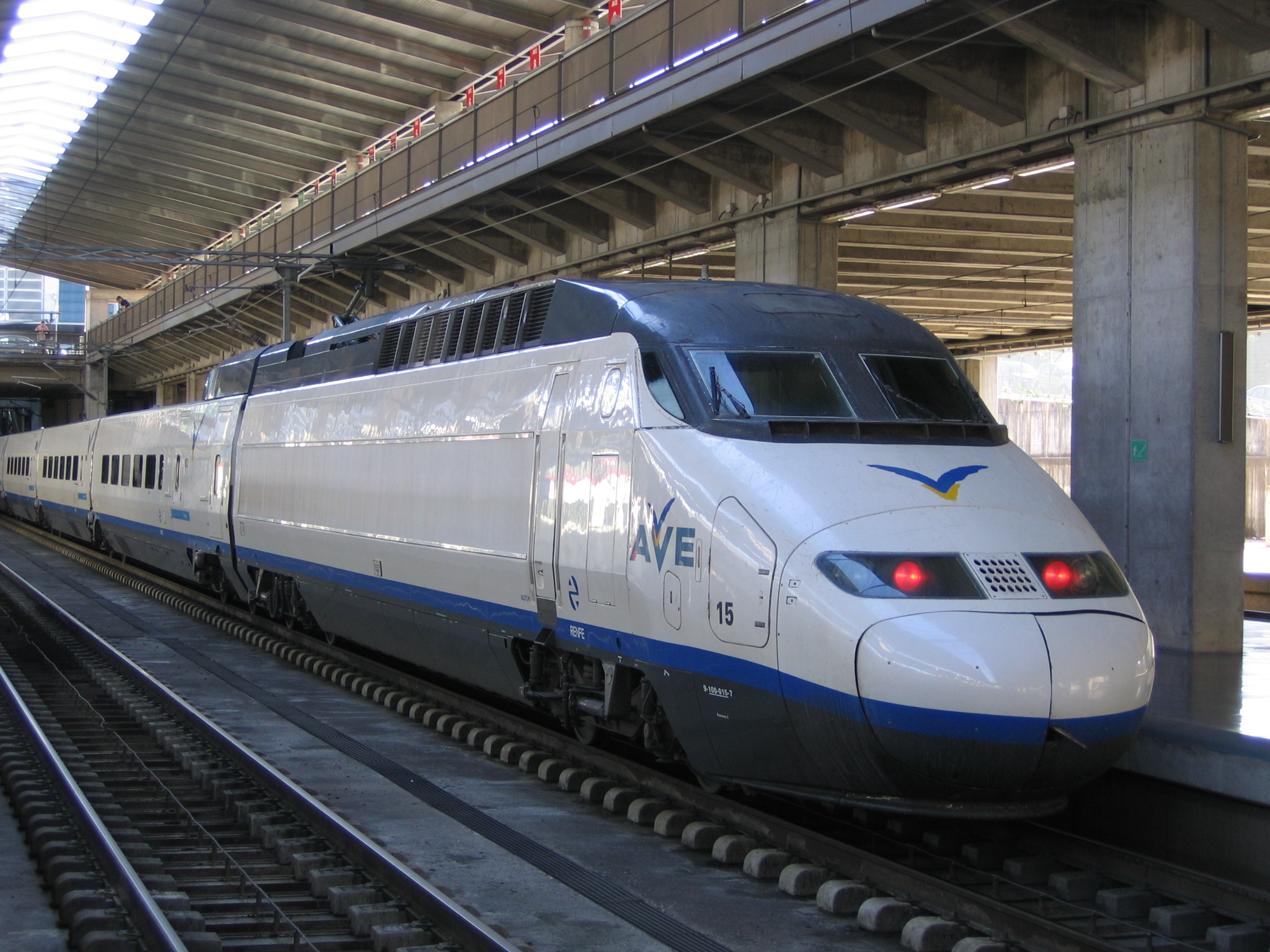
코르도바에 정차한 AVE 열차.

스페인의 국적 항공사는 이베리아 항공이지만, 많은 국제 여객 항공사와 전세 항공사를 이용할 수 있다.
또한 관광객들은 도로, 철도, 배를 통해 스페인에 도착한다. 관광도시들을 연결하는 스페인의 고속도로는 피레네 산맥을 가로질러서 프랑스의 고속도로망과 연결되어 있다. 주요 철도사업자는 AVE(스페인 고속철도)와 탈고(Talgo)를 운영하는 렌페(RENFE)이다. 스페인의 고속철도는 유럽에서 가장 크고, 중국에 이어 세계에서 두 번째로 크다. 트란스칸타브리코(Transcantábrico)와 같은 고급 관광 지향 호텔 열차 서비스도 많이 있다.

## 여름 휴양지 및 해변

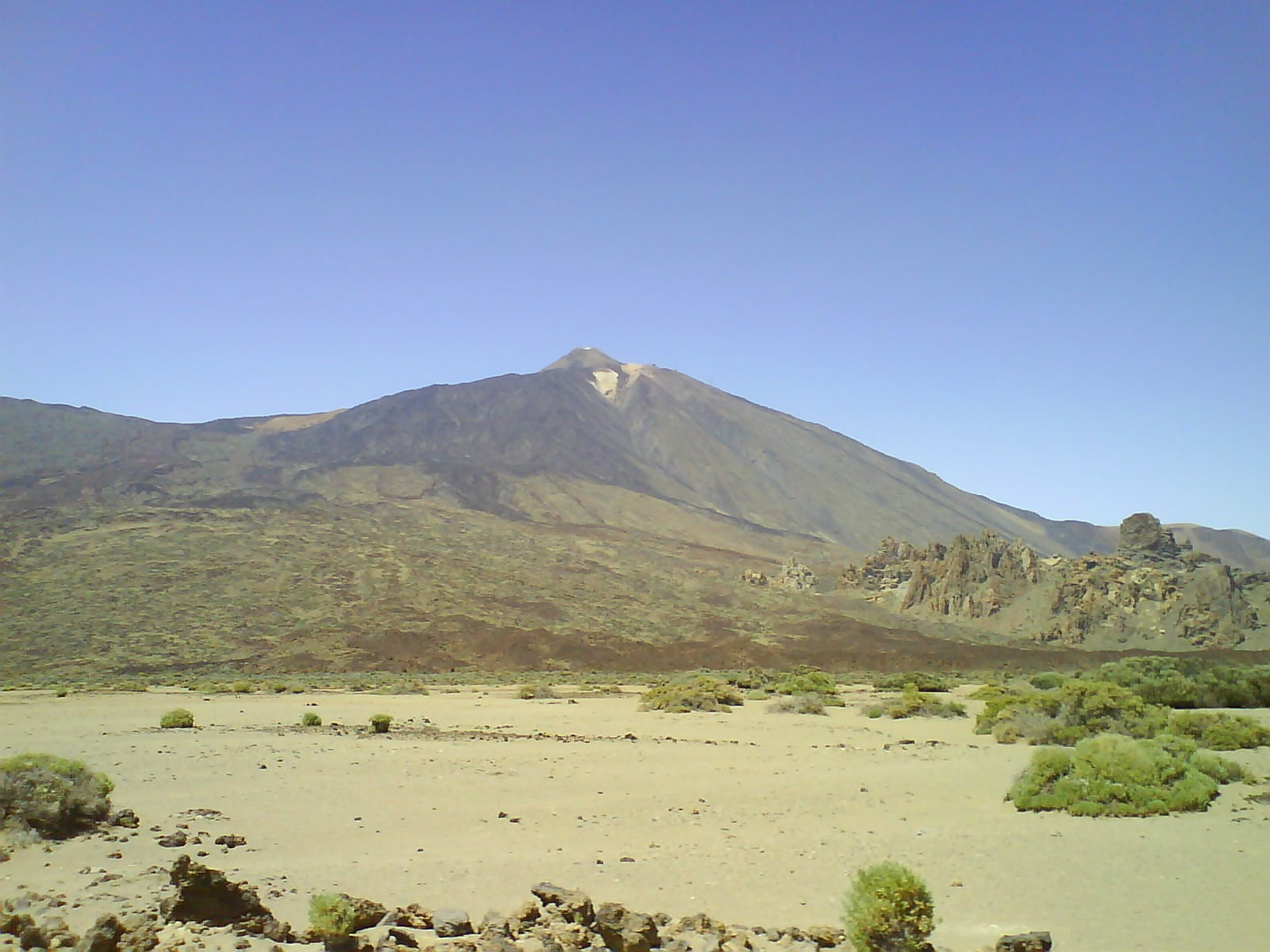
테네리페섬의 테이데 국립공원은 스페인에서 가장 많은 관광객들이 방문하는 국립공원이다.

이러한 종류의 관광 산업은 스페인에서 처음 개발되었고, 오늘날 스페인 경제에서 가장 많은 수입을 창출하고 있다. 일년 내내 온난한 기후와 지중해 및 대서양을 향해 위치한 넓은 모래사장, 두 개의 군도(발레아레스 제도와 카나리아 제도)는 수십년 동안 북유럽으로부터 관광객들을 끌어들이고 있다. 스페인 해변 관광의 주요 고객은 영국(최근 스페인 총 방문객의 약 24%), 독일과 프랑스(각각 약 15~16%), 스칸디나비아와 이탈리아(각각 약 7%), 네덜란드(약 5%) 순이다.
스페인 본토에서 가장 인기있는 해변은 지중해 쪽에 있으며, 북쪽에서 남쪽으로 시계방향으로 열거하면 다음과 같다.
- 카탈루냐 지방에 위치한 브라바 해안, 도라다 해안, 마레스메 해안은 스페인 내륙, 프랑스로부터 온 관광객들에게 매우 인기가 있고, 살로우와 바르셀로나에 유명 리조트들이 있다.
- 블랑카 해안(스페인에서 가장 발달된 해안 지역 중 하나로 베니도름은 여름철 스페인의 주요 관광도시로서 특히 영국과 독일에서 온 관광객들에게 매우 인기가 있다)과 아사하르 해안은 둘 다 발렌시아 지방에 있다.
- 무르시아 지방의 칼리다 해안, 지중해 연안의 석호인 마르 메노르.
- 알메리아 해안, 코스타 트로피칼, 코스타 델 솔, 코스타 데 라 루스는 안달루시아 지방에 있다. 이곳의 여름 휴양지들 중 일부는 말라가 주의 마르베야나 카디스 주의 소토그란데와 같이 세계적으로 유명한데, 두 곳 다 구매력이 큰 관광객들과 여름 거주자들의 목적지이다. 말라가는 스페인에서 가장 큰 항구 중 하나이며, 크루즈선들이 자주 드나들고, 유명한 코스타 델 솔이 있다.

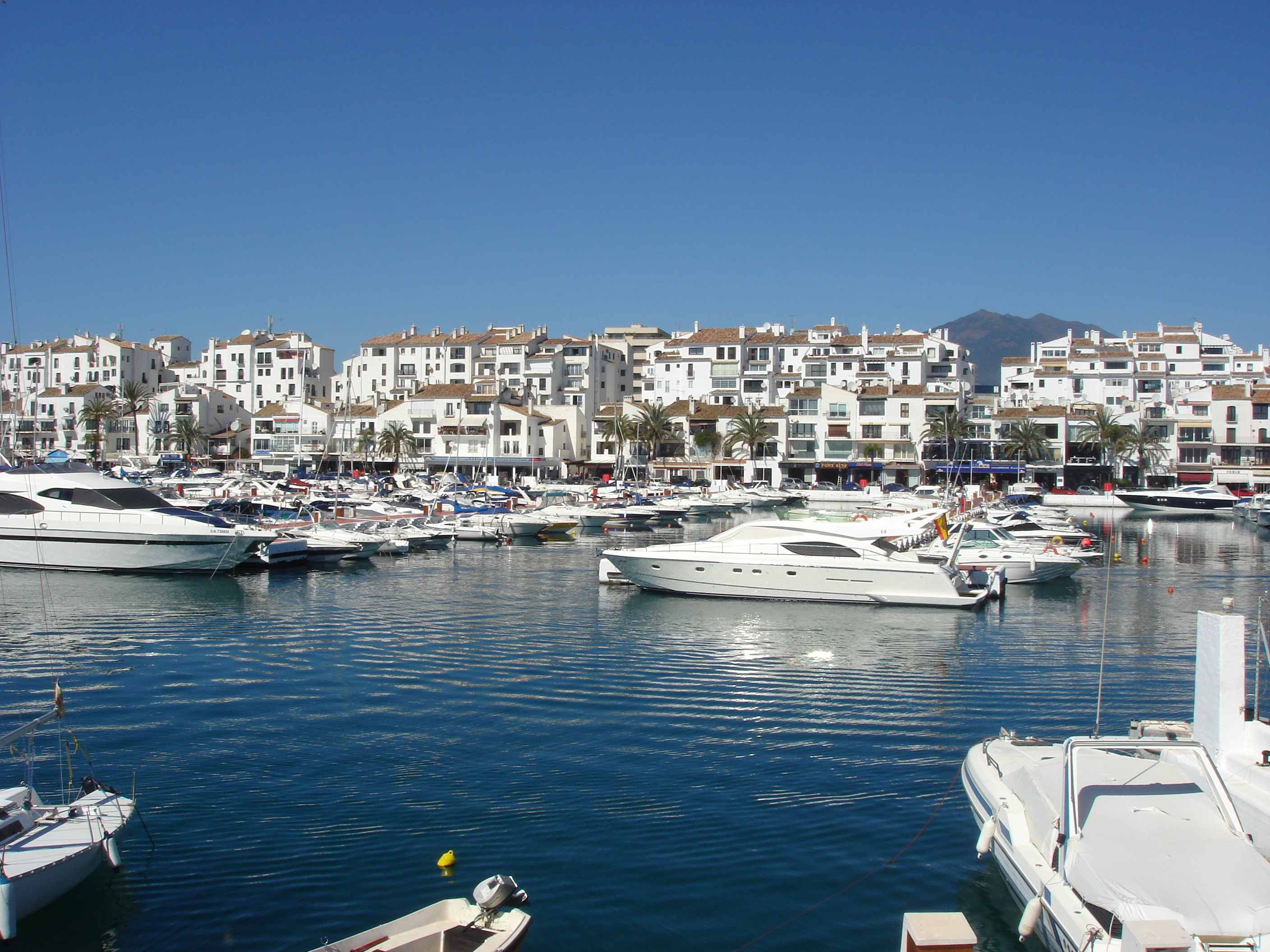
말라가 주 마르베야의 코스타 델 솔 연안의 푸에르토 바누스.

스페인의 두 군도인 지중해 본토 연안과 가까운 발레아레스 제도와 대서양에 있는 화산섬들인 카나리아 제도 또한 스페인인들과 유럽인들에게 매우 인기가 있는 관광지들이다.
| 지역                                                             | 2016년 (1월~8월) 방문객 수 |
| ---------------------------------------------------------------- | -------------------------- |
| 카탈루냐 지방 브라바 해안, 도라다 해안 등                        | 12,580,000                 |
| 발레아제스 제도 마요르카섬, 메노르카섬, 이비사섬 등              | 9,650,000                  |
| 카나리아 제도 테네리페섬, 란사로테섬 등                          | 8,620,000                  |
| 안달루시아 지방 알메리아 해안, 코스타 델 솔, 마르베야, 말라가 등 | 7,390,000                  |
| 발렌시아 지방 블랑카 해안 등                                     | 5,560,000                  |

여름철 관광 외에도, 스페인의 지중해 연안에서 가장 큰 항구들인 바르셀로나와 발렌시아와 같은 유명 도시들을 비롯하여 이들 해안 지역들은 문화 관광, 비지니스 관광, 스포츠 관광, 식도락 관광과 같은 다양한 관광 프로그램들이 개발되어 운영 중이다.
또한 많은 해안, 섬 지역들은 생태학적, 자연적으로도 큰 중요성을 지니고 있다. 테라 미티카(Terra Mítica), 티비다보 놀이공원, 티볼리 월드(Tivoli World)와 같은 놀이공원, 포르투아벤투라 월드(PortAventura World) 리조트 또는 다양한 수상 놀이 공원들도 인기가 있다.
2014년 스페인은 681개의 블루 플래그(blue flag)를 획득하고, 자신이 원래 보유했던 블루 플래그의 기록을 경신함으로서 북반구에서 가장 많이 블루 플래그를 보유한 국가가 되었다. 또한 스페인은 마리나 블루 플래그에서도 선두 국가이다.

## 문화 관광 및 비지니스 관광

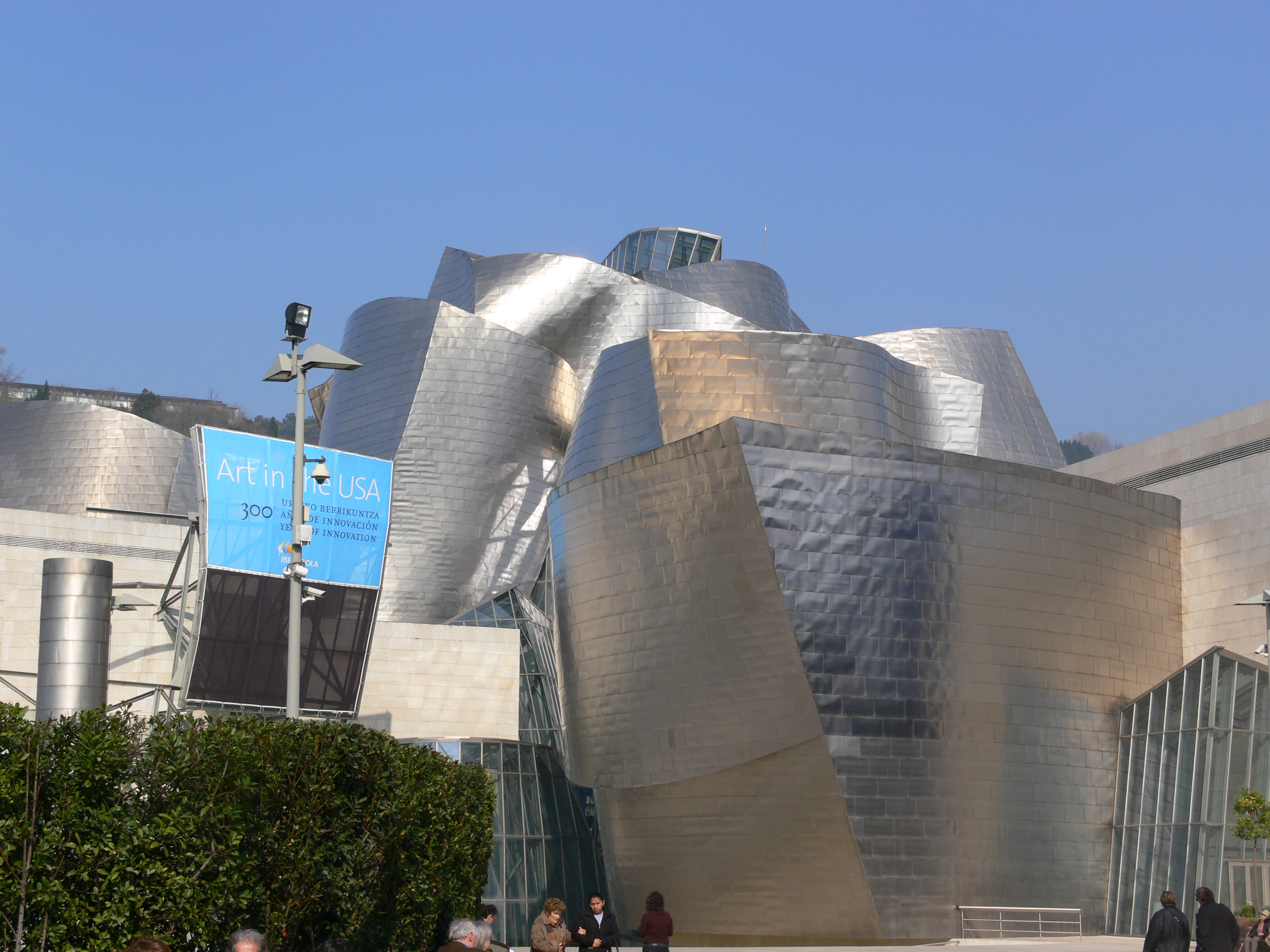
빌바오 구겐하임 미술관.

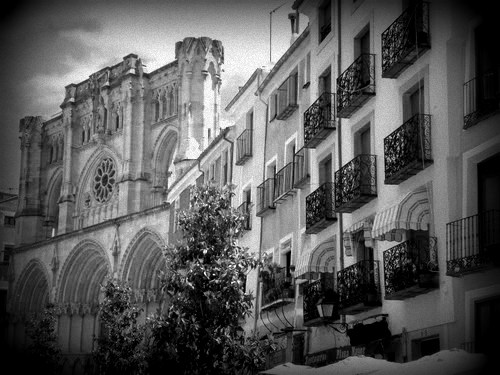
쿠엥카에 위치한 12세기의 대성당.

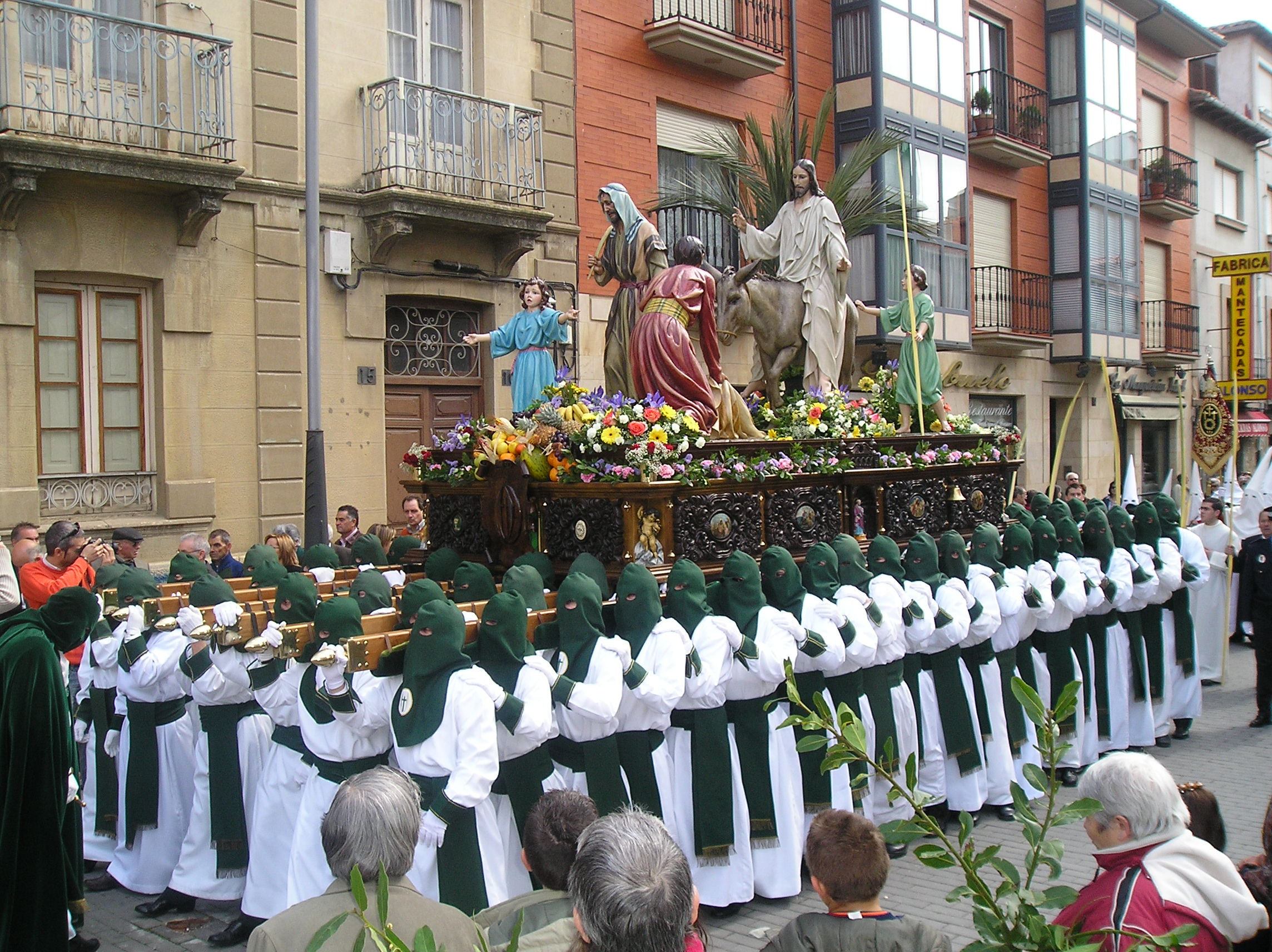
아스토르가의 축일을 지내는 모습.

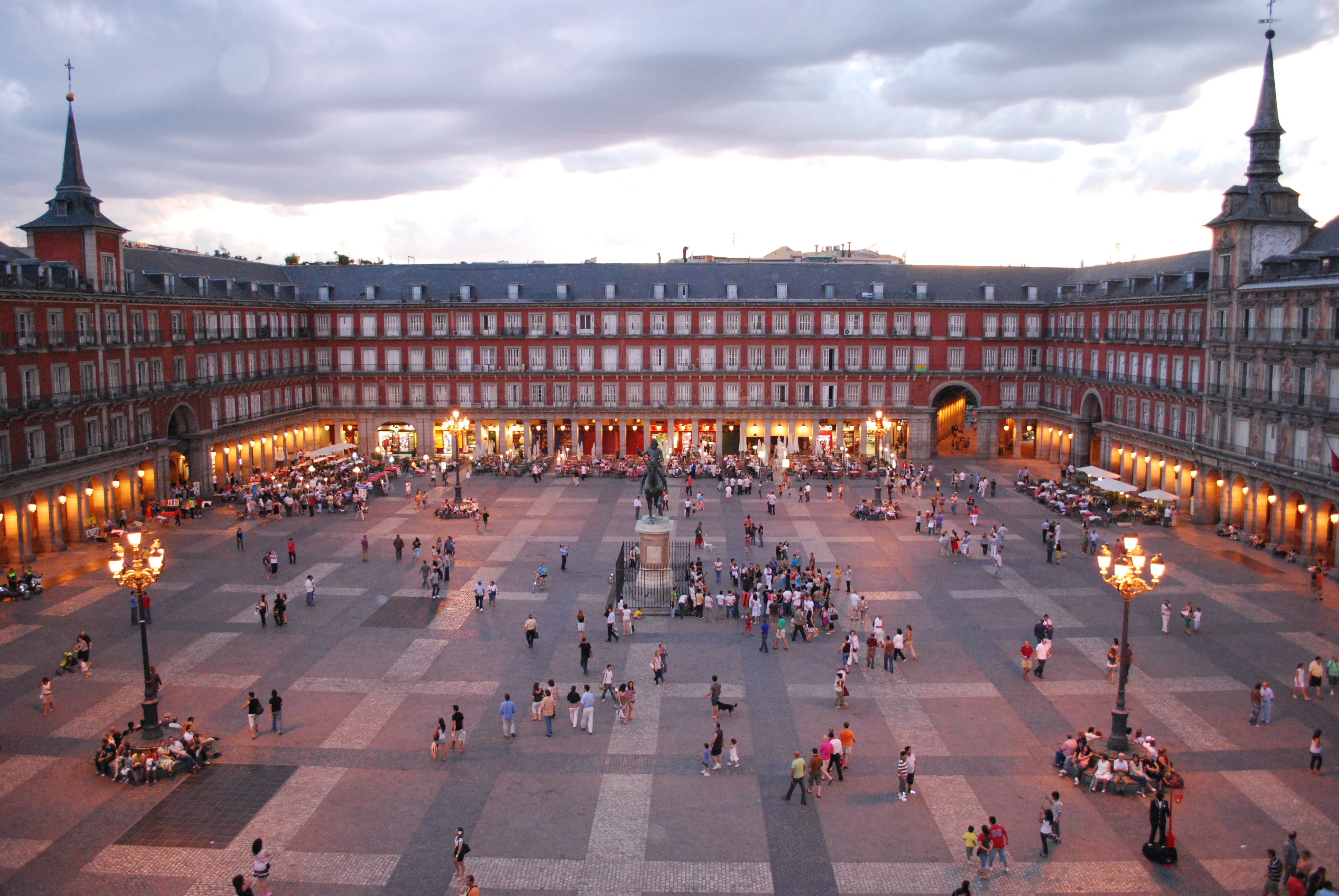
마드리드에 위치한 마요르 광장.

여러 문명이 교차하는 스페인에는 많은 역사적인 도시들이 있다. 스페인의 가장 큰 두 도시인 마드리드와 바르셀로나는 유럽의 주요 관광지이다. 마드리드와 바르셀로나는 무수히 많은 관광 명소를 가지고 있으며, 상업, 교육, 엔터테인먼트, 미디어, 패션, 과학, 스포츠 및 예술에서 세계적인 주요 도시들이다. 스페인의 13개 도시가 유네스코 세계유산으로 지정되어 있다(알칼라 데 에나레스, 아빌라, 카세레스, 코르도바, 쿠엥카, 이비사, 메리다, 살라망카, 산 크리스토발 데 라 라구나, 산티아고 데 콤포스텔라, 세고비야, 타라고나, 톨레도). 2018년 7월 기준으로 스페인은 47곳의 세계유산이 있으며, 이는 이탈리아(54곳), 중국(53곳)에 이어 3위이다. 47곳 중 41개는 문화, 4개는 자연 2개는 혼합(문화 및 자연 기준 모두 충족)이다. 다른 최고의 관광지로는 세비야, 그라나다, 산탄데르, 오비에도, 히혼, 빌바오, 산 세바스티안이 있다. 이들 도시들은 역사적인 유적지와 고유의 문화를 간직하고 있다.

### 학생 프로그램
IE 비지니스 스쿨, ESADE(Escola Superior d'Administració i Direcció d'Empreses), IESE 비지니스 스쿨(Instituto de Estudios Superiores de la Empresa business school)과 같은 세계에서 가장 유명한 비지니스 스쿨이 있는 등 외국에서 온 학생들에게 스페인은 인기있는 목적지이다. 특히 2010-2011학년도 동안 스페인은 에라스무스 프로그램 학생들을 가장 많이 받은 유럽 국가였다.

### 종교
스페인은 로마 가톨릭교회에서 중요한 곳이다. 로마 가톨릭교회의 중요 성지 중 일부는 스페인에 있다. 갈리시아 지방(스페인 북서부)에 있는 산티아고 데 콤포스텔라는 로마에 있는 바티칸 시국, 예루살렘 다음으로 중요한 성지이다. 산티아고 데 콤포스텔라는 산티아고 순례길의 종점이기도 하다. 칸타브리아 지방(스페인 북부)의 산토 토리비오 데 리에바나(Santo Toribio de Liébana) 수도원, 무르시아 지방(스페인 남동부)의 카라바카 델 라 크루스(Caravaca de la Cruz)도 주요 성지이다. 이러한 성지들은 전세계로부터 순례자들과 관광객들을 끌어모으고 있다.

### 축제

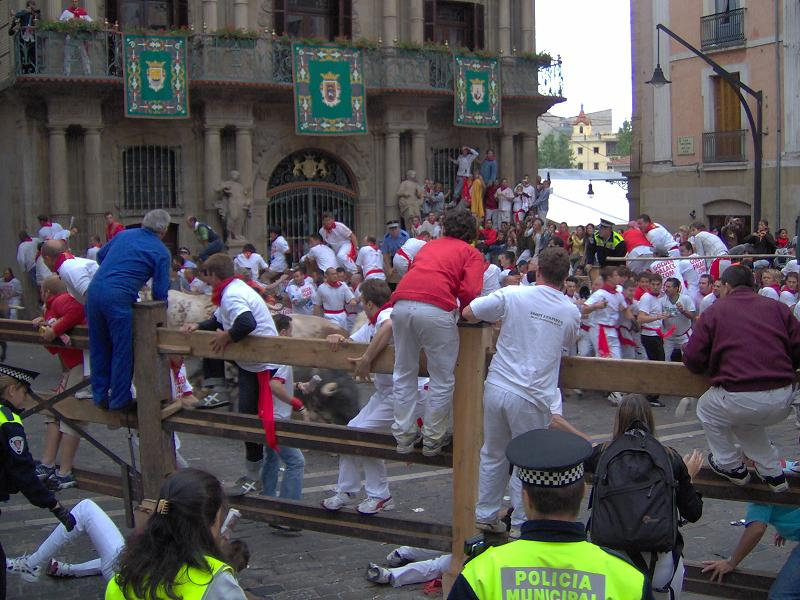
팜플로나의 황소 달리기 축제.

대부분의 축제들은 수호 성인, 전설, 지역의 관습, 민속 문화를 돌아보게 한다. 세비야 페어(스페인어로는 Feria de Abril), 우엘바 주 알몬테의 로메리아 데 엘 로시오(Romería de El Rocío), 팜플로나의 황소달리기 축제(Running of the Bulls), 발렌시아의 파야스, 발렌시아 지방 부뇰의 토마티나, 사라고사의 필라르 축제(Fiestas del Pilar)등이 주요 축제이다.
카니발은 스페인 전역에서 인기가 있지만, 특히 카나리아 제도(산타 크루스 데 테네리페의 카니발)와 카디스에서 인기가 있다. 전국에서 영화제가 개최되며, 유명한 영화제로는 산 세바스티안 국제 영화제, 말라가 영화제, 바야돌리드 국제 영화제, 판타지와 공포영화를 전문으로 하는 카탈루냐 국제 판타스틱 영화제 등이 있다. 음악 축제로는 소나르 페스티벌, FIB(Festival Internacional de Benicàssim), Festimad, 프리마베라 사운드, 빌바오 BBK 라이브, 모네그로스 사막 페스티벌(Monegros Desert Festival), SOS 4.8 페스티벌 등이 있다.
몇몇 도시들에서 국제 행사가 개최되었다. 1888년 바르셀로나 세계 박람회, 1929년 바르셀로나 국제 박람회, 1992년 바르셀로나 하계 올림픽, 1992년 세계 박람회 (세비야), 2007년 아메리카컵 (발렌시아), 2008년 세계 박람회 (사라고사). 또한 몇몇 스페인의 도시들은 유럽 문화 수도였다(1992년 마드리드, 2000년 산티아고 데 콤포스텔라, 2002년 살라망카, 2016년 산 세바스티안).

## 밤문화

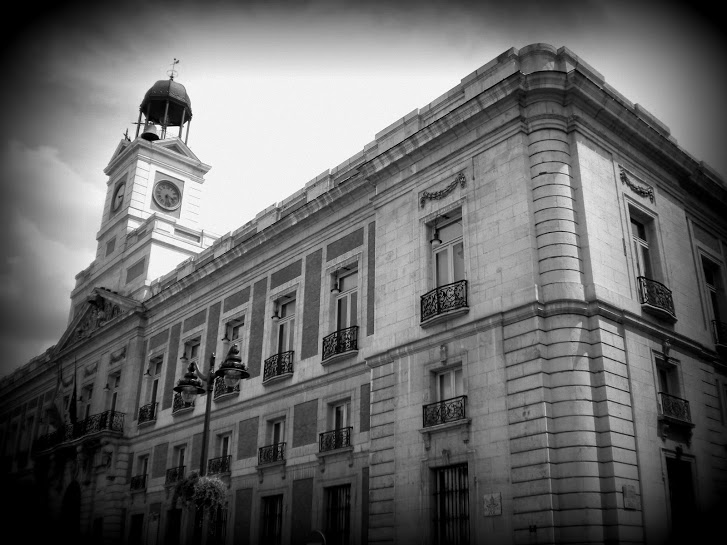
푸에르타 델 솔은 야간에 마드리드에서 가장 인기있는 장소이다.

스페인의 밤문화는 관광객과 현지인 모두에게 매우 매력적이다. 스페인은 세계에서 가장 좋은 밤문화를 가진 것으로 알려져 있다. 마드리드와 바르셀로나와 같은 대도시들은 크고 유명한 디스코텍들이 많다. 예를 들어 마드리드에는 파차(Pacha), 카피탈(Kapital)과 같은 클럽이 유명하고, 바르셀로나에는 오피움(Opium), 서튼(Sutton)과 같은 클럽이 유명하다. 스페인의 디스코텍은 오전 7시까지 문을 연다. 이비사섬, 마요르카섬과 같은 발레아레스 제도는 주요 파티 목적지이며, 안달루시아 지방의 코스타 델 솔은 여름 휴양지로 유명하다.
이비사섬은 비교적 작은 섬이며, 이 섬의 도시들은 관광, 밤문화, 전자 음악과의 관련성 때문에 세계적으로 유명해졌다. 이들 나이트클럽들은 많은 관광객들을 끌어들어고 있지만, 섬 정부와 스페인 관광청은 가족 중심의 관광을 증진시키는 정책을 펴서 논란이 되고 있다. 주목할 만한 나이트클럽에는 스페이스(Space), 프리빌리지(Privilege), Amnesia, Ushuaïa, Pacha, DC10, Eden, and Es Paradis가 있다. 이비사섬은 많은 관광객들에게 인기 있는 여행지이자 유네스코 세계유산인 이비사 타운의 전설적인 "항구"의 본거지이다.
마요르카섬은 지중해에 위치한 섬이다. 마요르카섬은 스페인의 발레아레스 제도에서 가장 큰 섬이다.
섬의 중심 도시인 팔마 데 마요르카는 발레아레스 제도의 자치 지방의 중심 도시이기도 하다. 카브레라섬은 행정적으로 마요르카로 분류된다. 마요르카의 찬가는 발레아레스 제도의 찬가(La Balanguera)이다.
메노르카섬, 이비사섬, 포르멘테라섬 등 다른 발레아레스 제도의 섬들과 마찬가지로 마요르카섬은 특히, 독일, 아일랜드, 폴란드, 스칸디나비아 국가들과 영국에서 온 관광객들에게 인기가 없는 휴가 목적지이다. 마요르카(Maiorica)라는 이름은 라틴어 "insula maior (larger island)"에서 유래하였다. 후에 마요르카(Maiorica)는 "더 큰 섬", 메노르카(Menorca)는 "더 작은 섬"을 의미하게 되었다.

## 겨울 관광

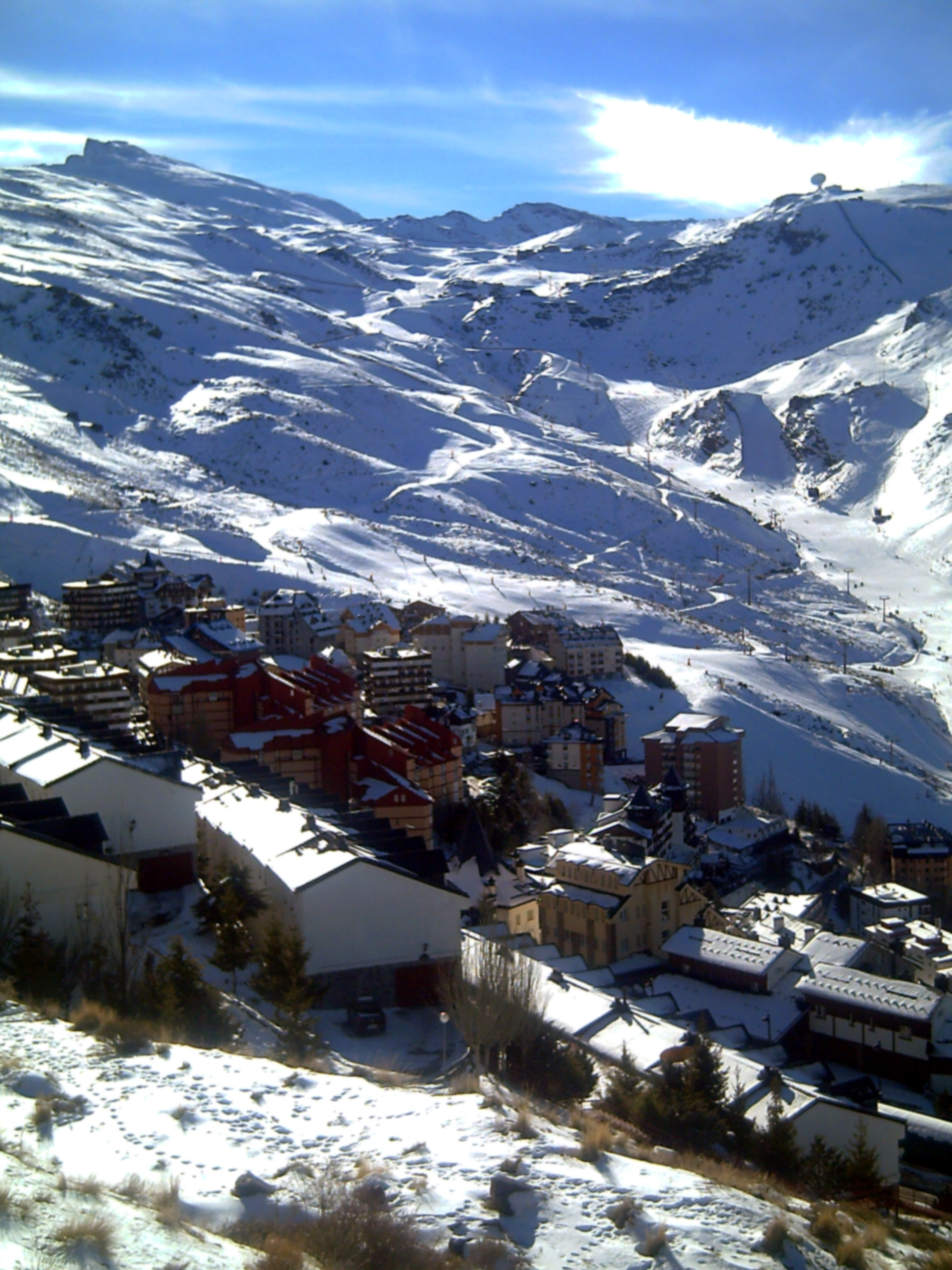
시에라 네바다 스키장.

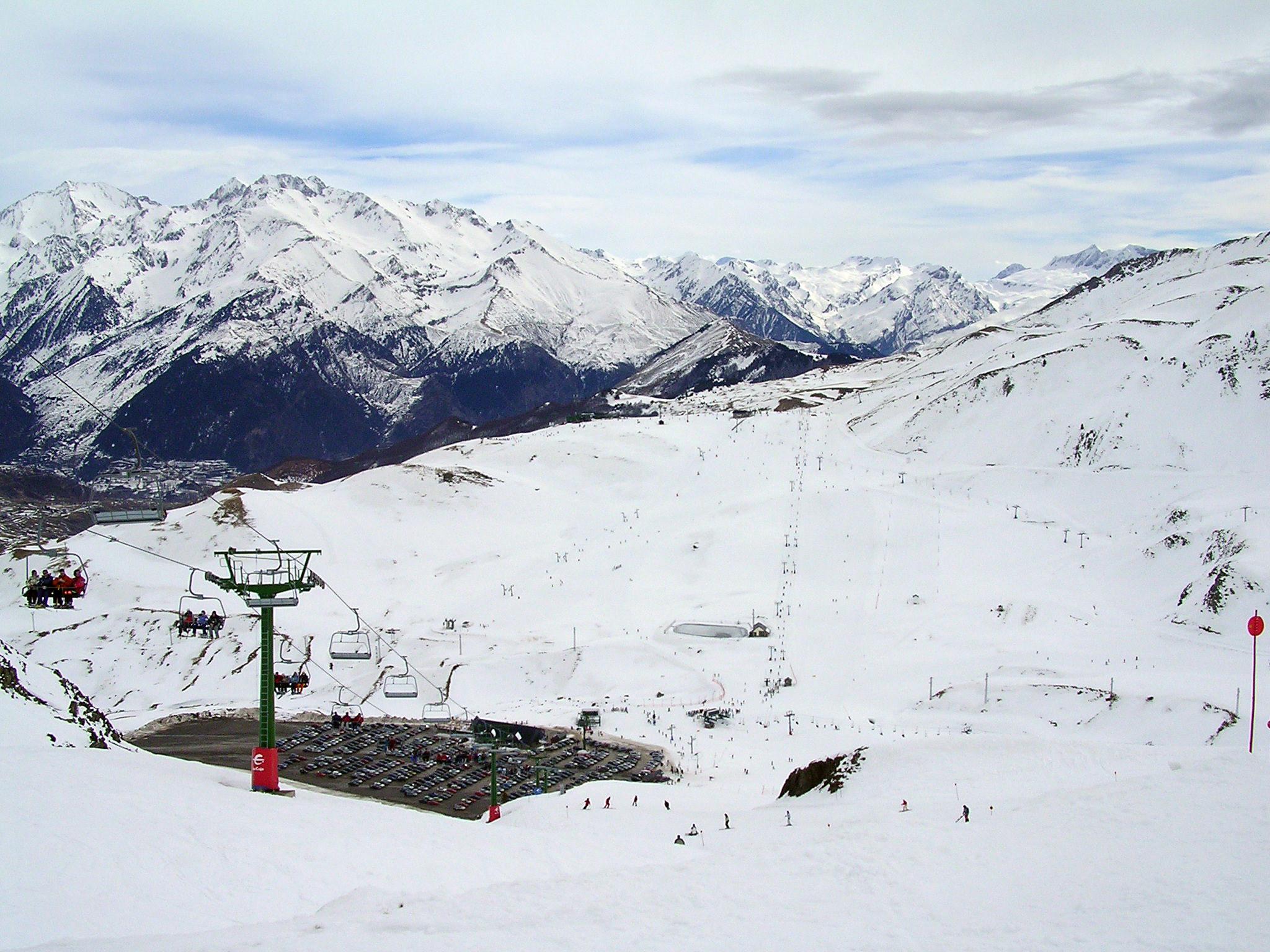
포르미갈 스키장.

스페인은 피레네 산맥, 시스테마 센트럴 산맥, 세스테마 이베리코 산맥, 시에라 네바다 산맥을 포함하여 전국의 여러 지역에 유명 스키장이 있는 일반적인 산악국가이다. 대부분의 경우, 주요 산마루는 프랑스와 스페인 사이의 국경을 형성하며, 그 사이에 안도라라는 작은 국가가 존재한다. 아라곤 연합왕국과 나바라 왕국은 역사적으로 산맥의 양쪽으로 확장되어 왔는데, 북쪽의 작은 부분은 현재 프랑스의 영토이고, 대다수의 남쪽 부분은 현재 스페인의 영토이다.
스페인의 시에라 네바다 산맥은 인기있는 관광지로 산맥의 높은 봉우리로 인해 유럽의 가장 남쪽에서 스키를 즐길 수 있는 스키장이 있으며, 온난한 기후와 풍부한 햇빛으로 유명한 지중해 연안 지역과 인접해 있다. 시에라 네바다 산맥의 산기슭에는 그라나다가 있고, 조금 더 멀리에는 알메리아와 말라가가 있다.
시에라 네바다 산맥의 일부는 시에라 네바다 국립공원에 포함되어 있다. 또한 시에라 네바다 산맥은 생물권 보호지역으로 지정되어 있다. 시에라 네바다 천문대는 해발 2,800 m 높이의 북쪽 경사면에 위치하고 있다. 시에라 네바다 산맥은 동쪽으로는 유럽 알프스 산맥을 형성하고, 남쪽으로는 지중해를 가로질러 북아프리카의 아틀라스 산맥을 형성한 알파인 조산 운동을 통해 형성되었다. 오늘날 관찰되는 시에라 네바다 산맥은 아프리카와 유라시아 대륙판의 충돌로 인해 고제3기와 신제3기(66~180만년 전) 동안에 형성되었다.

## 자연 관광 및 시골 관광

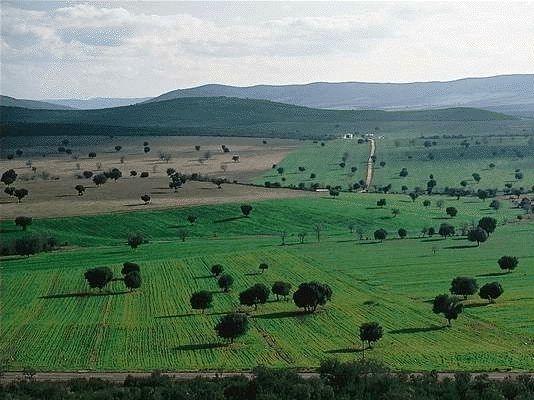
스페인 내륙 지역의 전형적인 목초지.

스페인은 유럽 연합에서 두 번째로 큰 국가이다. 스페인의 위도로 인해 영토의 일부는 대서양 제트기류의 남쪽 끝부분과 직접적으로 접촉한다. 따라서 스페인의 지리적인 위치는 대서양 전선이 서부와 북부에 전형적으로 영향을 미치는 반면, 지중해성 기후는 일반적으로 동부와 남부에 널리 분포하고, 주요 생물권역을 연결하는 전이지대가 있다. 게다가 여러 산맥들의 존재는 궁국적으로 다양한 스페인의 기후를 형성한다. 스페인의 또 다른 주목할 만한 특징은 이베리아 반도에 위치함으로 인한 광대한 해안이다. 또한 2개의 스페인 군도인 발레아레스 제도와 카나리아 제도의 해안도 있다.

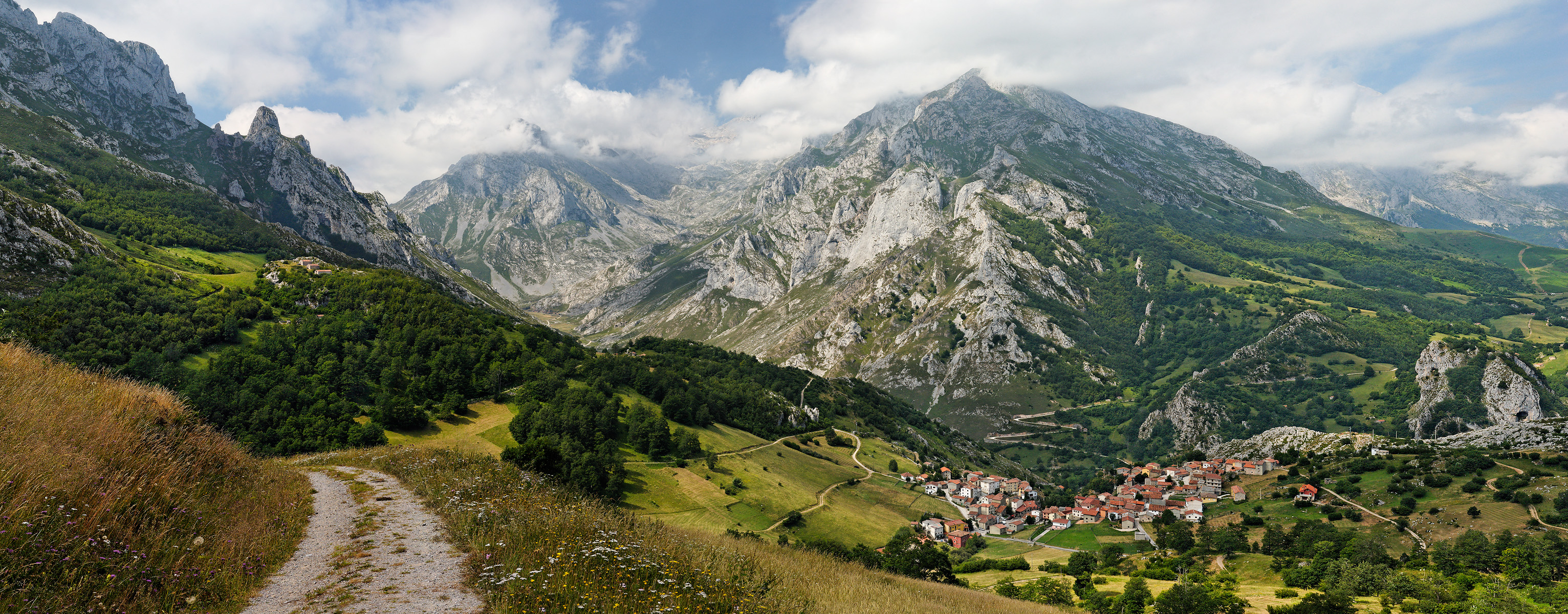
피코스 데 에우로파 국립공원.

스페인에는 총 15개의 국립공원이 있으며, 그 중 10개는 본토에 있으며, 1개는 발레아레스 제도에, 4개는 카나리아 제도에 있다. 스페인에서 가장 많이 방문하는 국립공원은 카나리아 제도의 테이데 국립공원으로, 2007년에 3,142,148명이 방문했으며, 테이데를 기점으로 한 해발 3,718 m 의 화산은 세계에서 3번째로 큰 화산이다(물론 스페인에서 가장 높은 산이다). 또한 테이데 국립공원은 유럽에서 가장 방문객이 많은 국립공원이며, 세계에서 두 번째로 방문객이 많은 국립공원이다.
2016년까지 스페인에는 국토의 약 11%에 해당하는 48개의 생물권 보호구역이 있다. 스페인은 생물권 보호구역의 세계적인 선두 국가이다.

## 예술 및 문화

### 마드리드의 박물관

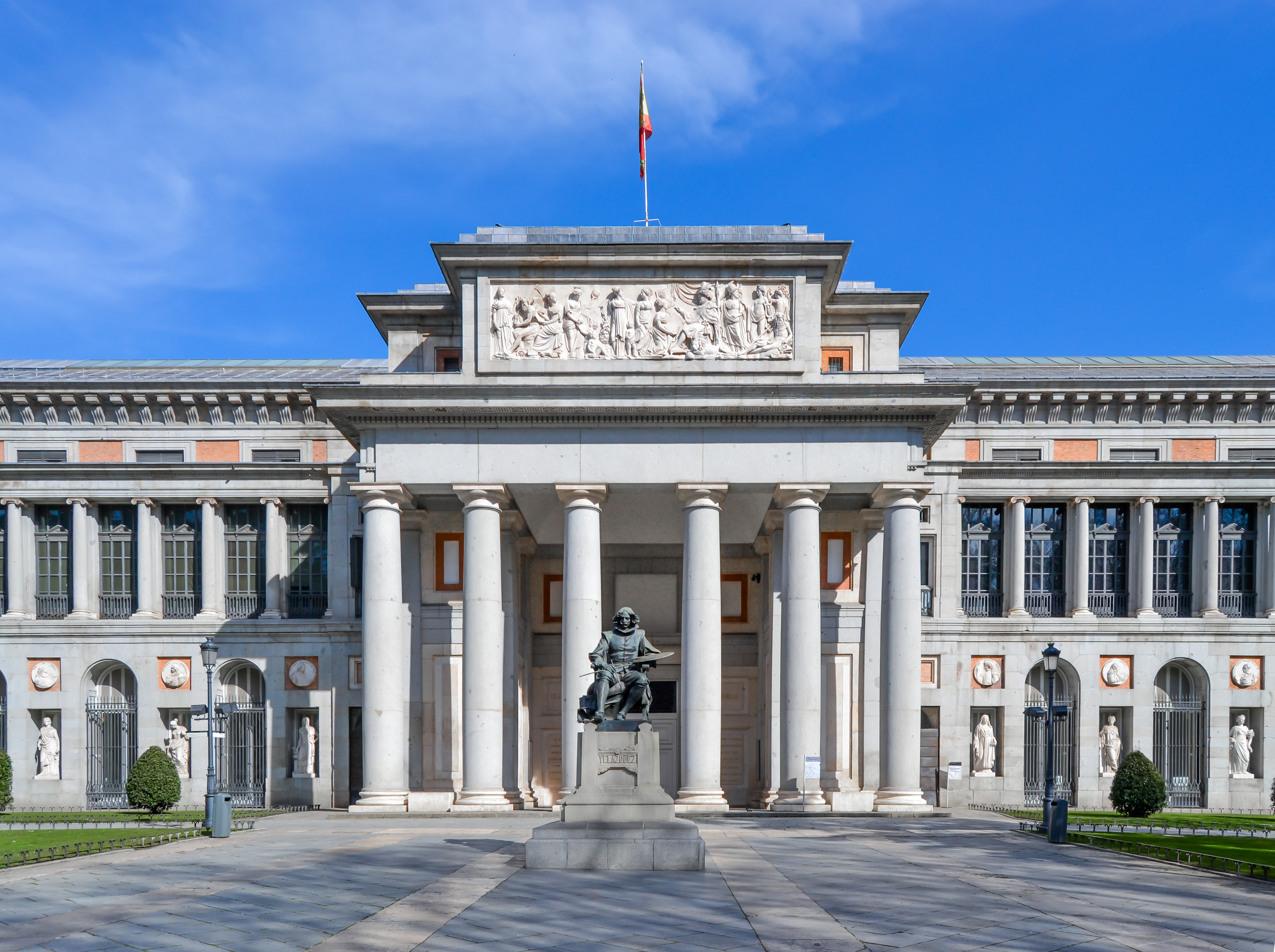
프라도 미술관.

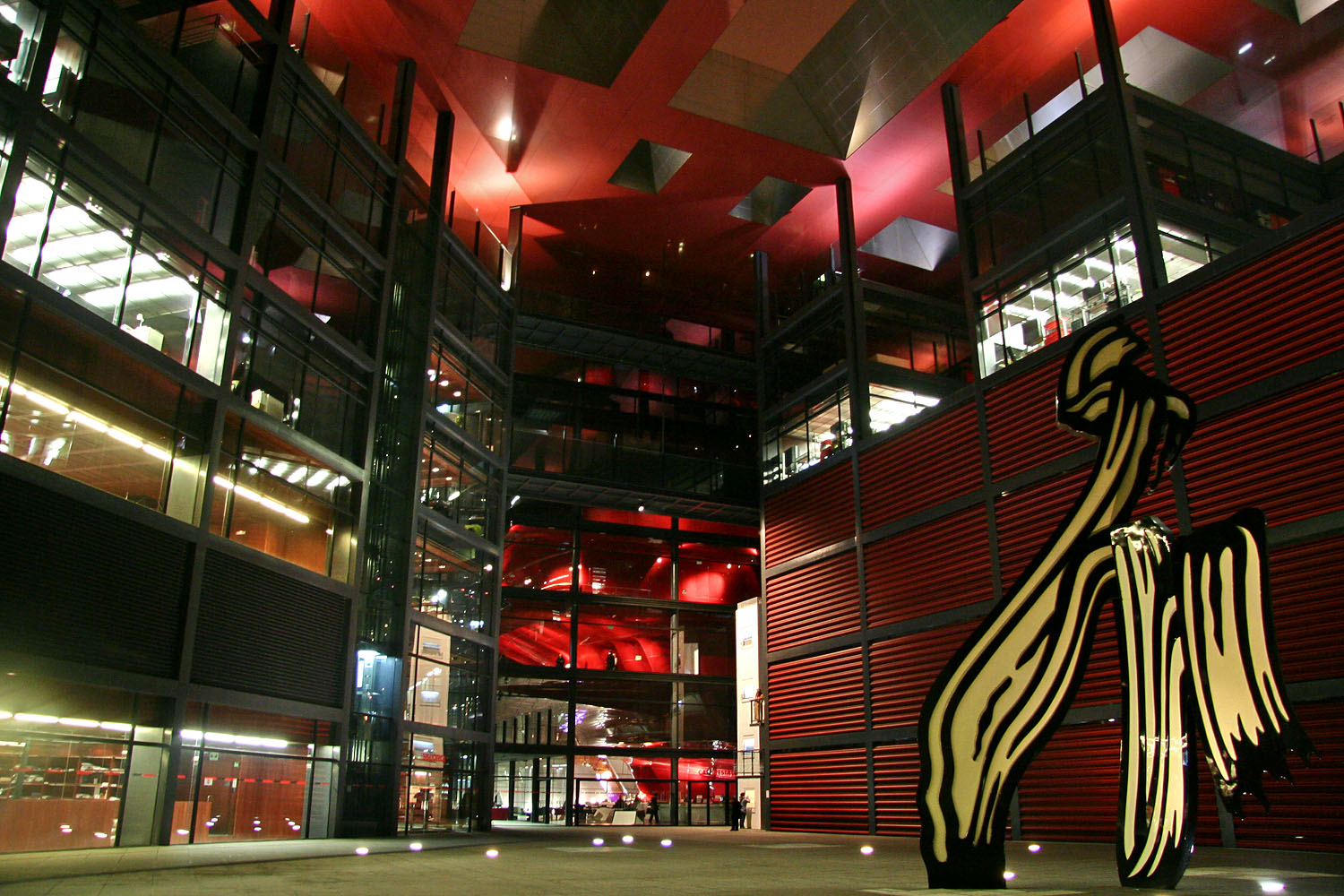
국립 소피아 왕비 예술센터 (MNCARS) (레이나 소피아 미술관).

마드리드는 미술관에 관한 유럽 최고의 관광지 중 하나이다. 파세오 델 프라도를 따라 위치한 미술의 골든 트라이앵글이라 불리는 3곳의 미술관(프라도 미술관, 국립 소피아 왕비 예술센터, 티센보르네미사 미술관)들이 가장 잘 알려진 미술관들이다. 가장 유명한 미술관은 디에고 벨라스케스의 《시녀들》(Las Meninas), 프란시스코 고야의 《옷을 입은 마하》(La maja vestida)와 《옷을 벗은 마하》(La maja desnuda)와 같은 작품들로 유명한 프라도 미술관이다. 다른 두 박물관은 개인 수집품으로 설립된 티센보르네미사 미술관과 20년이 더 지난 후에 뉴욕에서 스페인으로 돌아온 파블로 피카소의 《게르니카》가 있는 레이나 소피아 미술관이다.
프라도 미술관은 12세기부터 19세기 초까지 스페인 왕실의 수집품을 바탕으로 한 세계에서 가장 훌륭한 유럽 미술 컬렉션을 갖춘 박물관이자 미술관이다. 프라도 미술관 현재 많은 역사적인 문서도 갖고 있므여, 약 7,600점의 그림, 1,000점의 조각을 소장하고 있다. 프라도 미술관은 세계에서 가장 방문객이 많은 박물관 중 하나이며, 최고의 예술 박물관으로 간주된다. 프란시스코 고야, 디에고 벨라스케스, 엘 그레코, 페테르 파울 루벤스, 티치아노, 히에로니무스 보스, 주세페 데 리베라, 요아힘 파티니르의 작품들 중에서 가장 뛰어난 작품들을 소장하고 있다. 로히어르 판 데르베이던, 라파엘로 산치오, 틴토레토, 파올로 베로네세, 미켈란젤로 메리시 다 카라바조, 안토니 반 다이크, 알브레히트 뒤러, 클로드 로랭, 바르톨로메 에스테반 무리요, 프란시스코 데 수르바란 등의 작품들도 소장하고 있다.
국립 소피아 왕비 예술센터(레이나 소피아 미술관)는 20세기 예술품들을 주로 소장하고 있는 스페인의 국립 미술 박물관이다. 레이나 소피아 미술관은 주로 스페인 예술품들을 소장하고 있다. 레이나 소피아 미술관의 하일라이트는 20세기 스페인의 위대한 거장 파블로 피카소, 살바도르 달리, 호안 미로, 후안 그리스, 훌리오 곤살레스의 뛰어난 작품들이다. 레이나 소피아 미술관에서 가장 유명한 작품은 피카소의 그림 《게르니카》이다. 레이나 소피아 미술관은 또한 미술을 전문으로 하는 무료 도서관을 운영하고 있으며, 10만권 이상의 책, 3,500개 이상의 녹음 자료, 약 1,000개의 비디오들을 소장하고 있다.

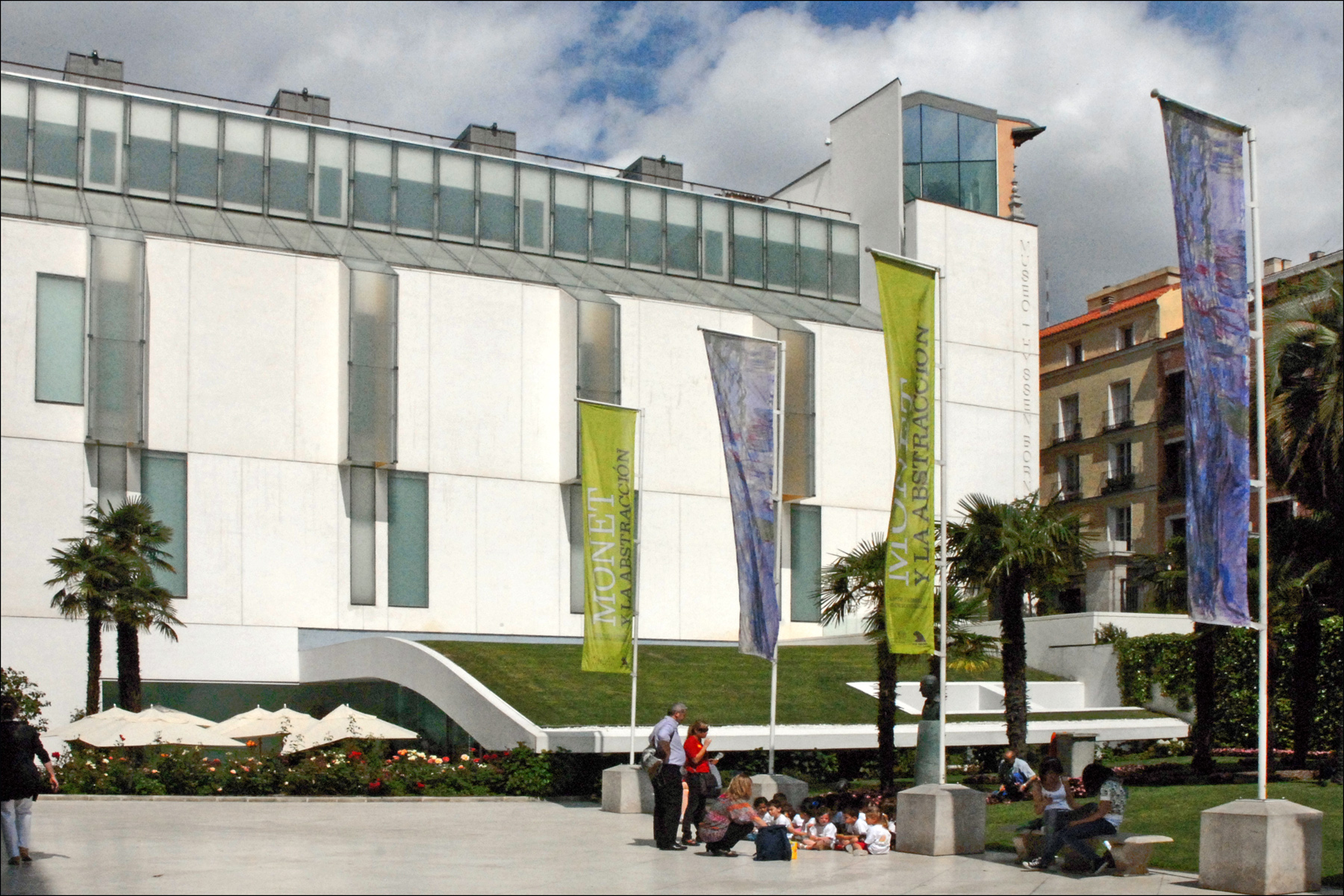
티센보르네미사 미술관.

티센보르네미사 미술관은 연대 순으로 작품을 전시하고 있어서 유럽 미술의 역사적인 흐름과 특징을 파악하기가 용이하다. 프라도 미술관은 이탈리아 르네상스 이전의 작품들과 영국, 독일, 네덜란드, 유파의 작품들을 소장하고 있는 반면 티센보르네미사 미술관의 컬렉션의 경우, 한때 영국 왕실 컬렉션 다음으로 세계에서 두 번째로 큰 개인 컬렉션이었다. 티센보르네미사 미술관은 인상주의, 표현주의 작품들, 20세기 후반의 유럽과 미국 작품 등 1,600점이 넘는 작품을 소장하고 있다.
산 페르난도 왕립미술아카데미(Real Academia de Bellas Artes de San Fernando)는 15세기에서 20세기까지의 미술품들을 소장하고 있는 박물관 및 미술관이다. 조반니 벨리니, 안토니오 다 코레조, 페테르 파울 루벤스, 프란시스코 데 수르바란, 바르톨로메 에스테반 무리요, 프란시스코 고야, 후안 그리스, 파블로 세라노의 작품들을 소장 중이다. 이 아카데미는 마드리드 미술학회의 본부이기도 하다. 프란시스코 고야는 한때 아카데미의 회원이었으며, 파블로 피카소, 살바도르 달리, 안토니오 로페스 가르시아, 후안 루나, 페르난도 보테로가 산페르난도 왕립미술아카데미의 졸업생이다.

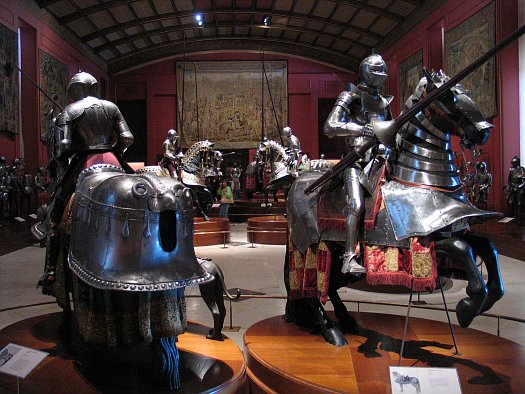
마드리드 왕궁 내 왕실 무기들.

마드리드 왕궁은 펠리페 6세의 공식적인 거주지이지만 펠리페 6세는 공식적인 활동에 대해서만 마드리드 왕궁을 사용한다. 마드리드 왕궁은 예술품이 가득한 바로크 양식의 궁전으로 유럽의 궁전 중 가장 큰 규모를 자랑한다. 마드리드 왕궁은 호화로운 방들과 갑옷, 무기, 은식기류, 시계, 회화, 태피스트리 및 세계에서 가장 광범위한 스트라디바리우스 컬렉션을 보유하고 있다.

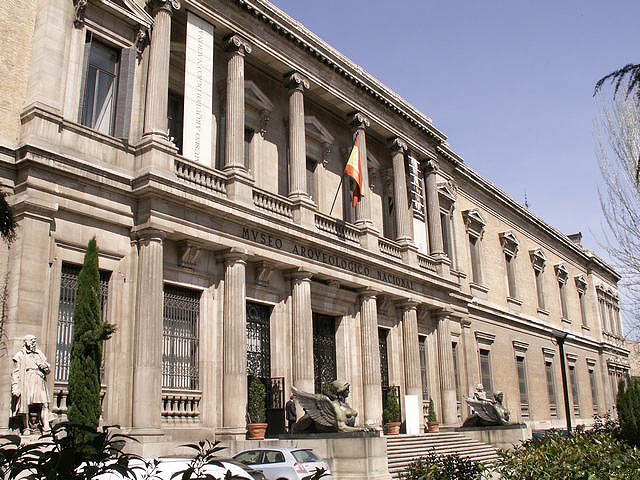
국립 고고학 박물관 (스페인)

스페인 국립 고고학 박물관에는 선사 시대, 켈트족, 이베리아족, 고대 그리스, 고대 로마의 유물들과 중세(서고트, 이슬람, 크리스트교) 유물 등이 소장되어 있다. 국립 고고학 박물관의 하이라이트는 알타미라 동굴(선사 시대의 동굴 벽화가 발견된 최초의 동굴) 벽화의 복제품, 엘체의 여인상(수수께끼의 여러 색체의 돌 흉상), 바사의 여인상(유명한 이베리아 조각상), 발라소테의 비체상(이베리아 조각상), 과라사르의 보물(중세 초기 크리스트교인의 봉헌 예물들 가운데 가장 보존 상태가 좋으며, 서고트인들의 금세공 기술의 정점을 보여주는 보물)이다.
아메리카 박물관은 구석기 시대부터 현재에 이르기까지 아메리카 대륙의 예술적, 고고학적, 민속학적 컬렉션을 소장하고 있는 국립 박물관이다. 상설 전시 구역은 5개의 주요 주제(아메리카 알아보기, 아메리카의 현실, 사회, 종교, 커뮤니케이션)로 나누어진다.

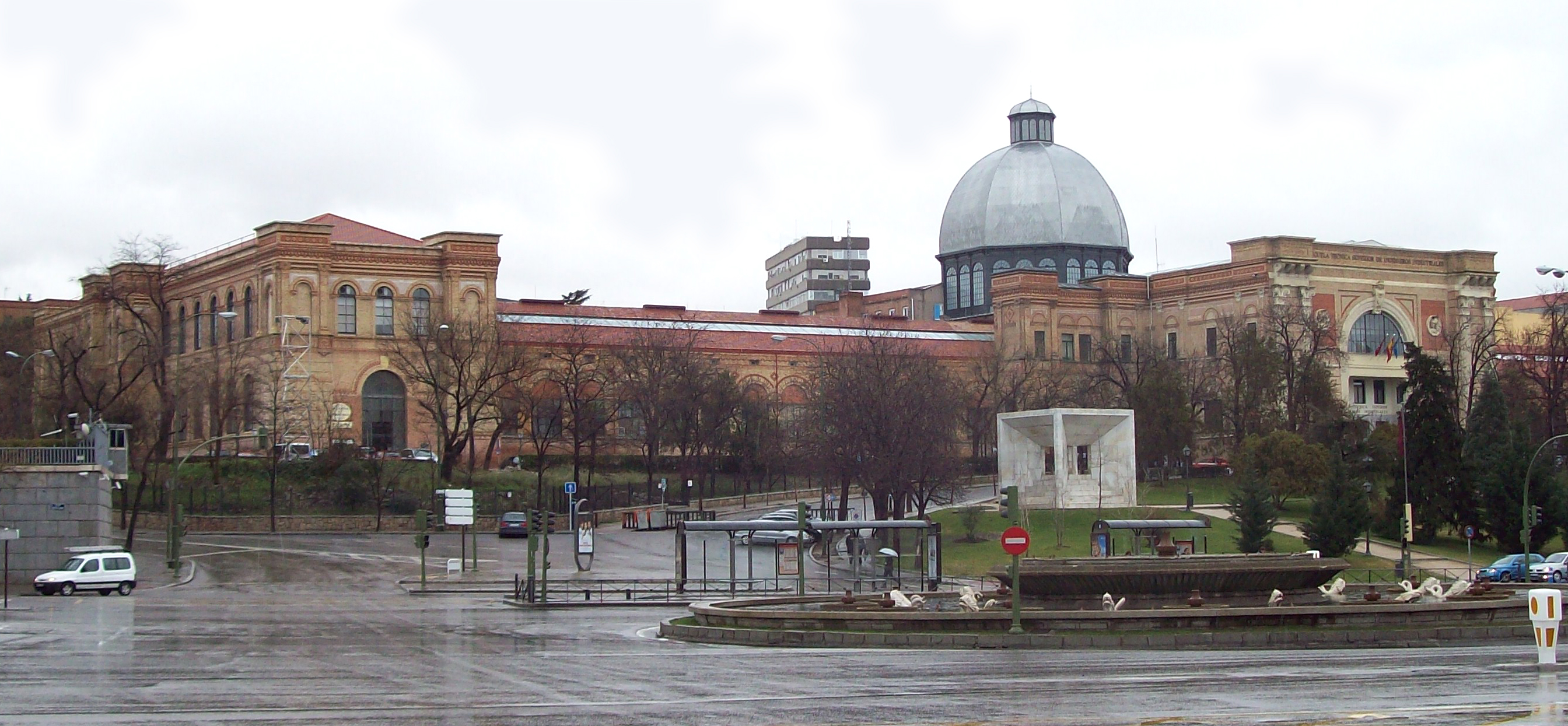
마드리드에 있는 국립 자연과학 박물관.

마드리드에 있는 국립 자연과학 박물관은 스페인의 국립 자연사 박물관이다. 국립 자연과학 박물관의 연구 부문은 생물 다양성과 진화생물학, 진화생태학, 고생물학, 화산학, 지질학이다.
마드리드 해군 박물관은 국방부에서 관리하고 있다. 마드리드 해군 박물관의 주요 업무는 스페인의 바다에 대한 이야기를 알리기 위히 해군 활동과 관련된 역사적, 예술적, 과학적, 기술적인 연구, 교육, 계획, 부분, 컬렉션을 획득, 보존, 조사, 기록, 전시하는 것이다. 그리고 이러한 활동을 통해 그들의 전통을 설명, 강조, 보존하고, 국가 해양 의식을 증진시키는 것을 돕는다.

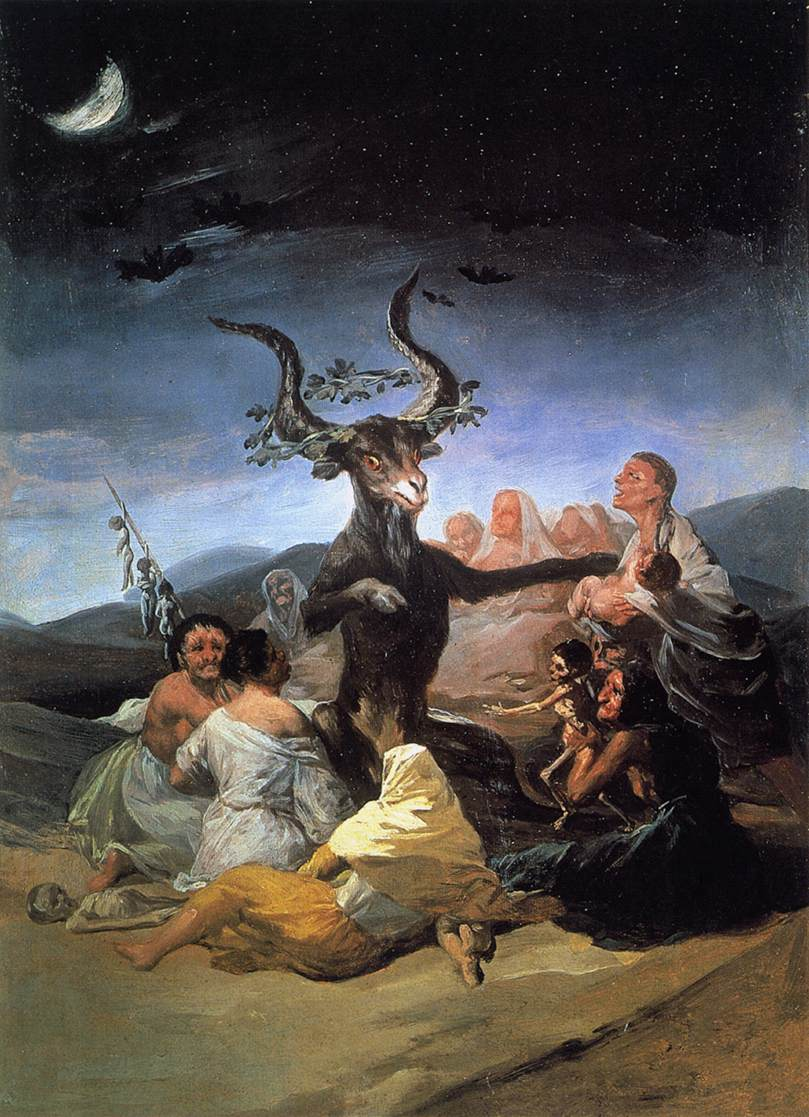
프란시스코 고야의 《마녀들의 집회》(El Aquelarre), 1798년작, 라사로 갈디아노 미술관 소장.

데시칼사스 레알레스 수도원(Monastery of Las Descalzas Reales)은 스페인 국왕 카를로스 1세와 포르투갈의 이자벨라가 거주했던 궁전이었다. 그들의 딸인 오스트리아의 후아나는 1559년에 글라라 수녀회의 수도원을 설립했다. 16세기 후반과 17세기에 걸쳐 데스칼사스 레알레스 수도원은 젊은 미망인들이나 독신 귀부인들을 끌어들였다. 여자들은 각자 지참금을 가지고 왔다. 재물들이 빠르게 쌓였고, 수도원은 유럽 전역에서 가장 부유한 수도원 중 하나가 되었다. 데스칼사스 레알레스 수도원은 가스파르 베세라의 《recumbent Christ》, 미상의 작가(아마도 벨라스케스)가 그림을 그린 스페인 일루저니즘(Illusionism) 작가의 걸작으로 여겨지는 계단, 루벤스의 그림에서 영감을 받은 브뤼셀 태피스트리 등 르네상스와 바로크 미술의 많은 작품을 보유하고 있다.
라사로 갈디아노 미술관(Museum of Lázaro Galdiano)에는 장식 미술을 전문으로 하는 백과사전적인 컬렉션이 있다.
그림과 조각 외에도 10세기 비잔틴 에나멜/아랍과 비잔틴의 상아 공예품/헬레니즘, 로마, 중세, 르네상스, 바로크, 낭만주의를 대표하는 보석들/피사넬로와 레오네레오니 메달/스페인 및 이탈리아의 도자기/이탈리아와 아랍의 의복과 교황 인노첸시오 8세의 검을 포함한 무기 컬렉션이 전시되어 있다.
국립 장식미술관은 마드리드에서 가장 오래된 박물관 중 하나이다. 국립 장식미술관은 장식미술(가구, 도자기, 유리, 직물)의 발전상을 보여준다. 국립 장식미술관에는 60개의 전시실이 있는데, 전체 약 40,000점의 작품들 중 15,000점을 전시하고 있다.
낭만주의 박물관은 낭만주의 미학에 특별히 관심을 기울여 19세기의 일상 생활과 관습에 초점을 맞춘 많은 예술품을 소장하고 있다.
마드리드에 있는 세랄보 박물관에는 고고학자이자 예술품 수집가였던 세랄보 후작이 수집한 고대 미술품, 공예품 및 기타 유물들이 소장되어 있다.
마드리드에 있는 국립 고고학 박물관은 카나리아 제도 테네리페 섬의 관체인의 미라를 중심으로 전세계의 다양한 유물들을 통해 세계의 다양한 문화들에 대한 이해를 제공하고 있다.
소로야 미술관은 발렌시아 출신의 인상파 화가 호아킨 소로야(Joaquín Sorolla)의 작업실 겸 저택을 미술관으로 사용하고 있다. 소로야 미술관은 호아킨 소로야의 작품들 외에도 오귀스트 로댕의 조각품을 비롯하여 다수의 작품들을 보유하고 있다.

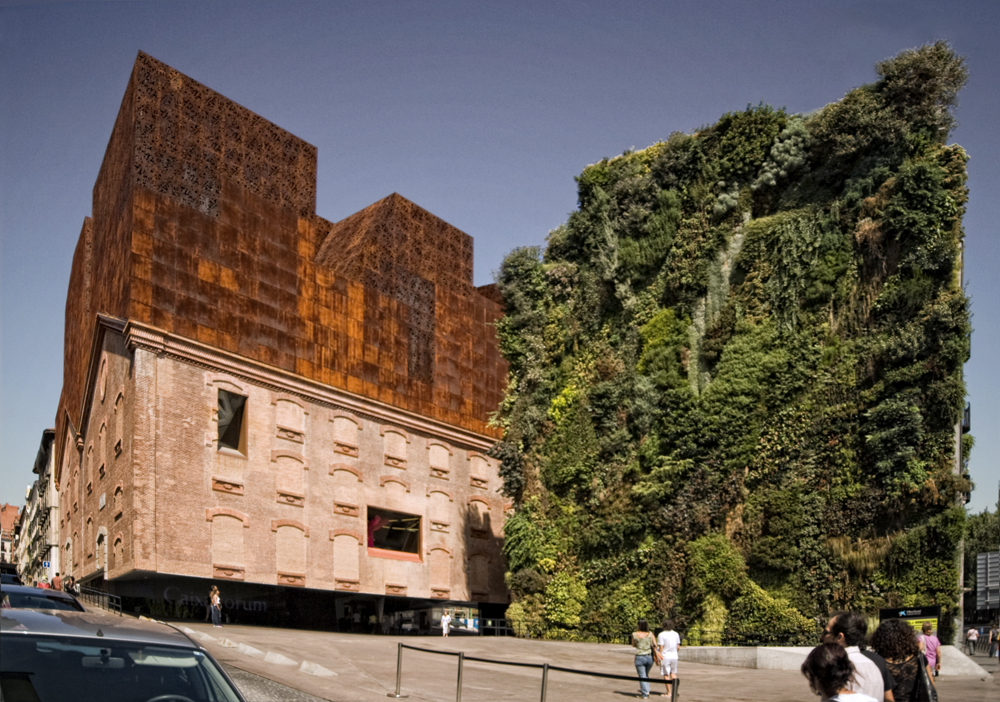
카익사포룸 마드리드.

카익사포룸 마드리드(CaixaForum Madrid)는 마드리드의 중심부에 있는 포스트모던 미술관이다. 카익사포룸 마드리드는 카탈루냐-발레아레스의 은행인 라 카익사(la Caixa)가 후원하고 있으며, 프라도 미술관 인근에 위치하고 있다. 카익사포룸은 현대식 건물이지만, 현대 이전의 예술가들의 회고전도 개최하는 등, 마드리드에서 방문객들이 많이 찾는 미술관 중 하나로 발전했다. 카익사포룸 마드리드는 2001년부터 2007년까지 스위스의 건축가인 자크 헤르조그(Jacques Herzog)와 피에르 드뫼롱(Pierre de Meuron)에 의해 지어졌다. 사용되지 않는 오래된 산업용 건물을 결합하여 바닥과 안쪽에 구멍을 내고, 녹슨 강철로 둘러싸인 구조물을 건물 꼭대기에 위치시켰다. 건물 옆에는 프랑스의 식물학자 패트릭 블랑(Patrick Blanc)이 이웃한 건물의 벽에 녹색 식물들을 예술적으로 설치하였다. 건물 꼭대기 층의 붉은색과 그 옆에 녹색벽이 서로 대조를 이루고 있다. 녹색은 이웃한 마드리드 왕립 식물원을 반영한 것이다.
마드리드에 있는 다름 미술관들과 박물관들은 다음과 같다.
- 마드리드 왕궁[45]
- 산페르난도 왕립미술아카데미[32][46]
- 국립 고고학 박물관 (스페인)[35]
- 아메리카 박물관[36]
- 국립 자연과학 박물관[37]
- 리리아 궁전
- 해군 박물관[47]
- 공군 박물관[48]
- 데스칼사스 레알레스 수도원[38]
- 라사로 갈디아노 미술관[39]
- 엘 파르도 왕궁[49]
- 철도 박물관[50]
- 소로야 박물관[44]
- 카익사포룸 마드리드[51]

### 바르셀로나의 박물관

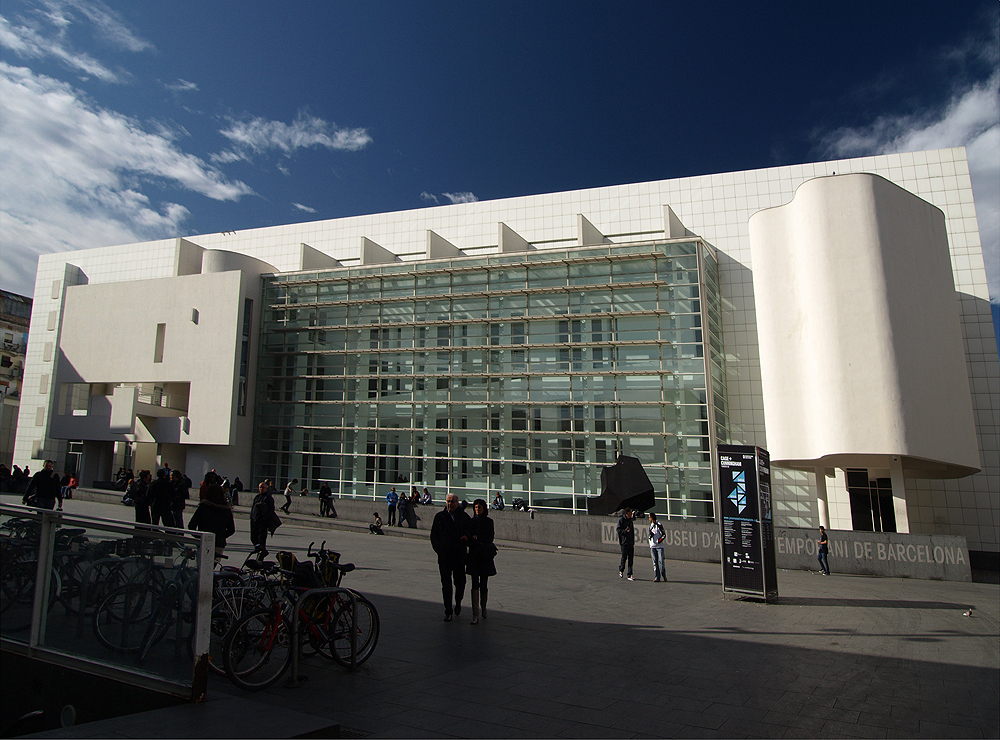
바르셀로나 현대미술관 (MACBA).

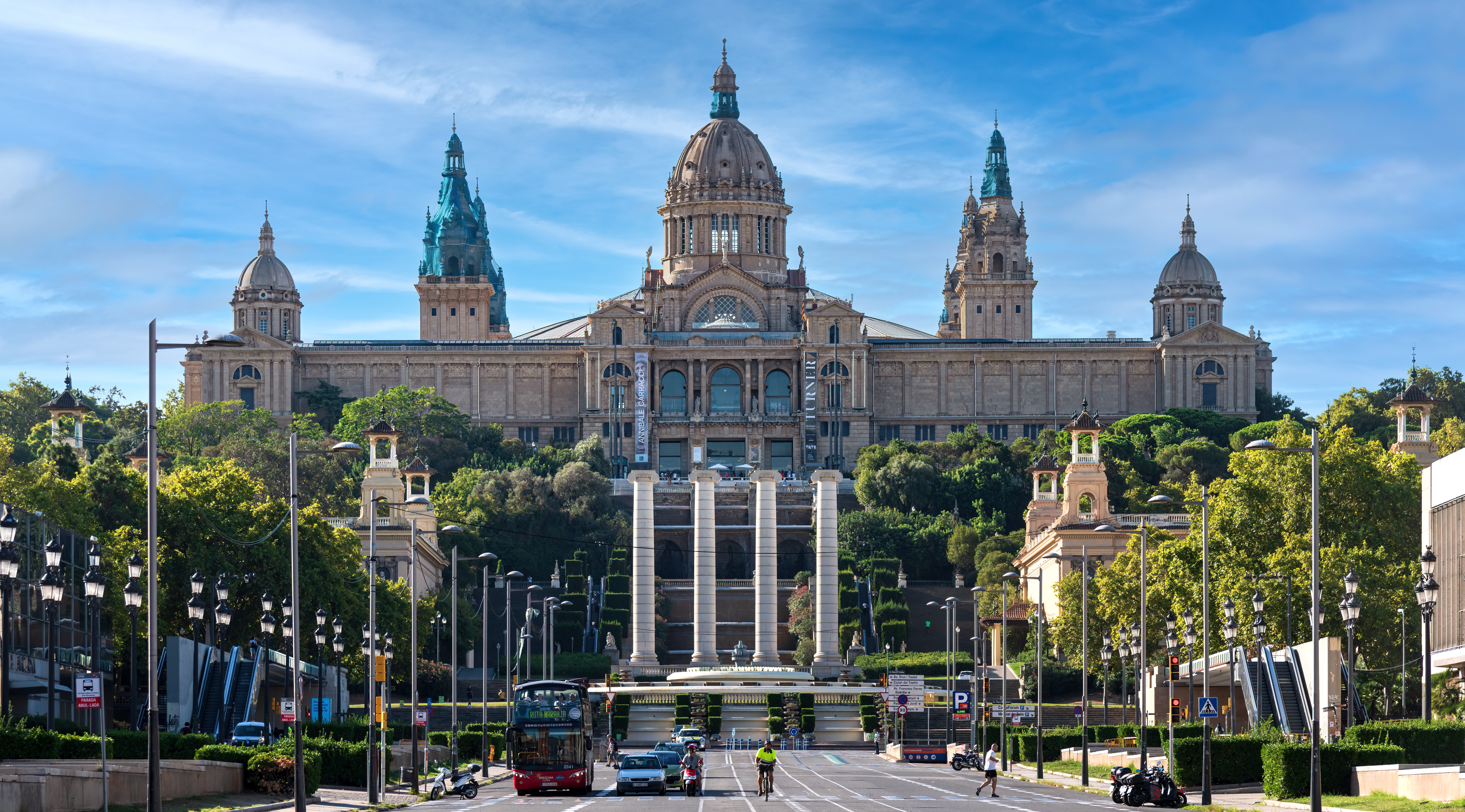
카탈루냐 미술관 (MNAC).

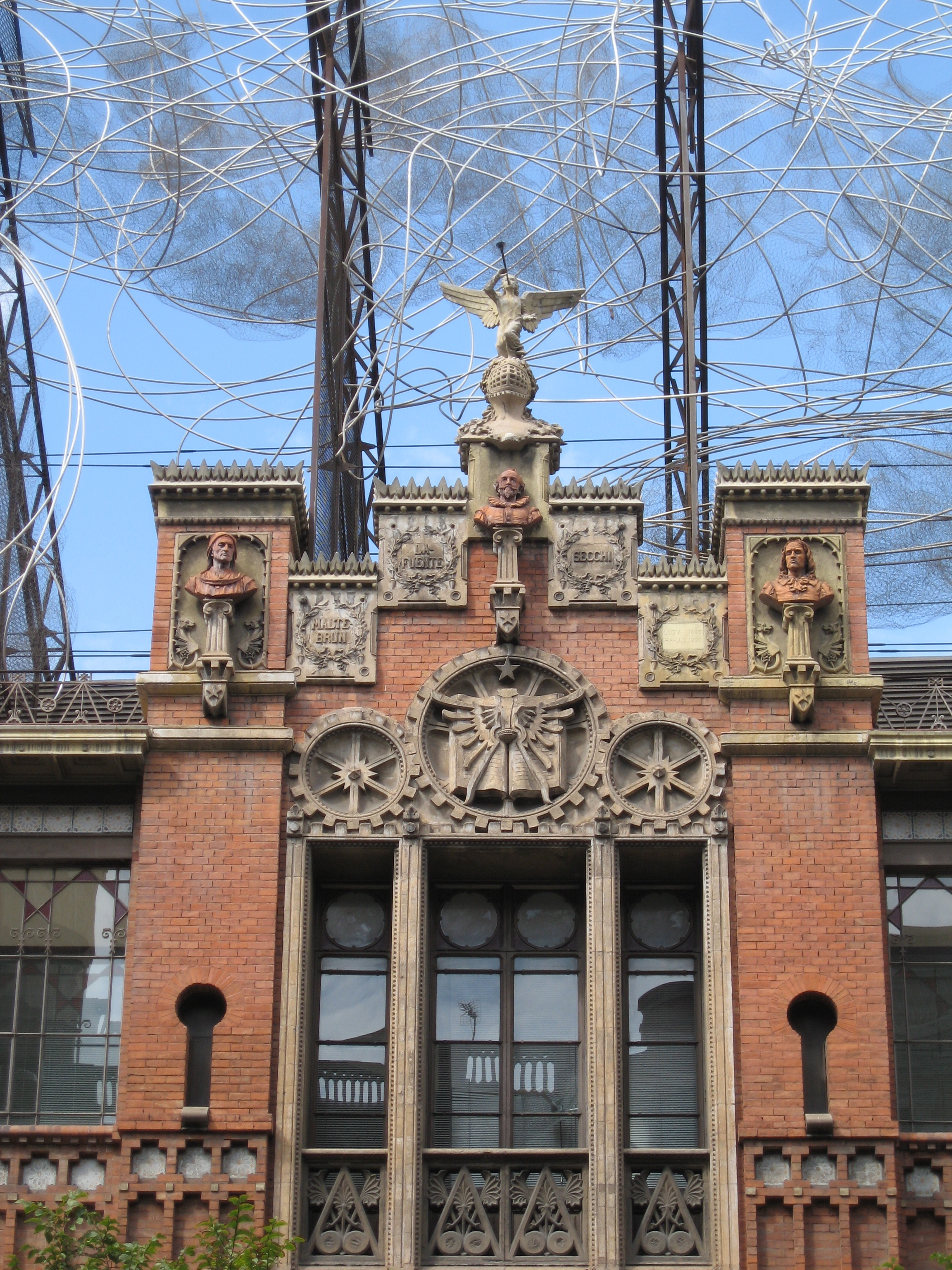
안토니 타피에스 미술관.

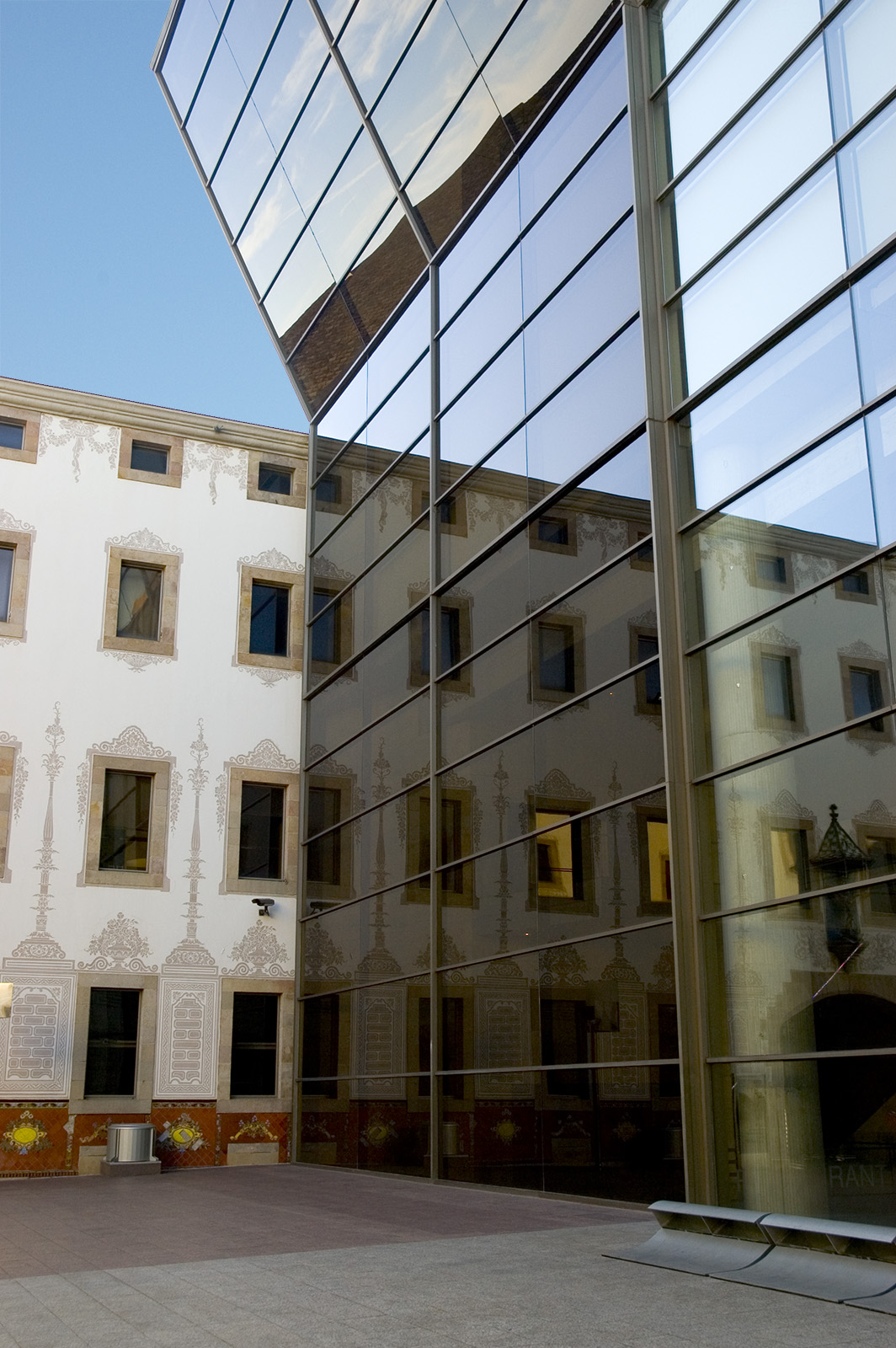
바르셀로나 현대 문화센터 (CCCB).

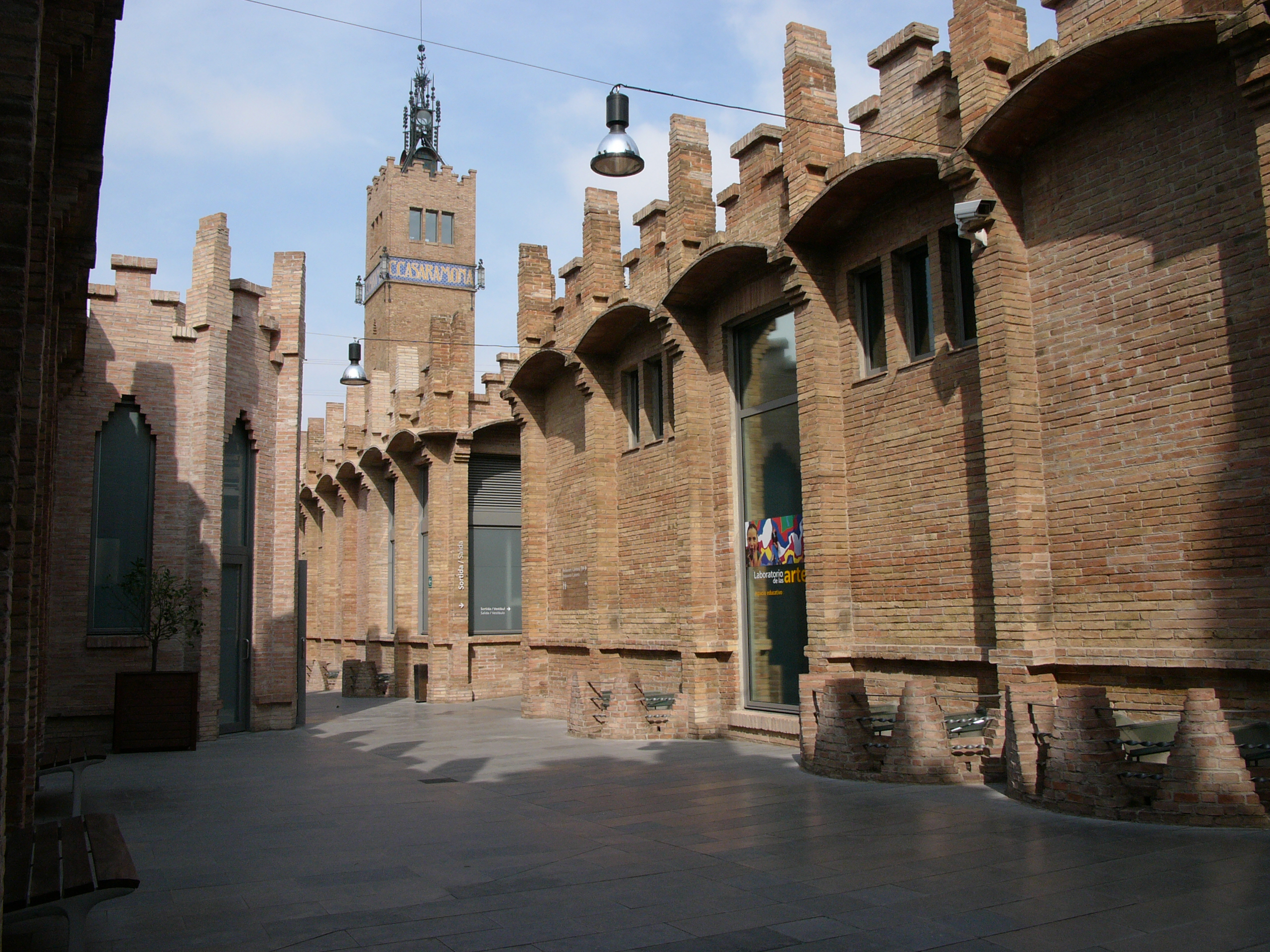
카익사포룸 바르셀로나.

다음은 바르셀로나와 주변 지역의 박물관 목록이다.
- 카탈루냐 고고학 박물관
- 바르셀로나 현대미술관
- 카익사포룸 바르셀로나
- 산타모니카 현대미술관
- 바르셀로나 현대 문화센터
- 코스모카이사 바르셀로나 (바르셀로나 과학박물관)
- 안토니 타피에스 미술관
- 호안 미로 재단
- FC 바르셀로나 박물관
- 바르셀로나 식물원
- 페드랄베스 왕궁
- 바르비에르뮐러 프리콜럼버스 미술관
- 프레데릭 마레스 박물관
- 바르셀로나 음악박물관
- 카탈루나 미술관
- 피카소 미술관 (바르셀로나)
- 초콜릿 박물관
- 비레이나 저택
- 사그라다 파밀리아

### 스페인의 다른 주요 박물관들
- 빌바오 미술관[52]
- 카르멘 티센 박물관 (말라가)
- 예술과 과학의 도시 (발렌시아)
- 달리 극장 박물관 (피게레스)
- 빌바오 구겐하임 미술관
- 발렌시아 현대미술관
- 피카소 미술관 (말라가)
- 발렌시아 미술관
- 세비야 미술관

## 같이 보기
- 파라도르
- 스페인의 요리